# Alexandre Ier (roi des Hellènes)
Pour les articles homonymes, voir Alexandre Ier.
Vous lisez un « article de qualité » labellisé en 2013.  Il fait partie d'un « thème de qualité ».
Alexandre Ier de Grèce (en grec moderne : Αλέξανδρος Αʹ της Ελλάδας / Aléxandros tis Elládas) est né au palais de Tatoï, près d’Athènes, le 1er août 1893 et mort à ce même endroit le 25 octobre 1920. Il est roi des Hellènes du 10 juin 1917 à sa mort.
Deuxième fils du roi Constantin Ier, le prince Alexandre succède à son père en 1917 après que les Alliés ont contraint ce dernier et son fils aîné, le diadoque Georges, à partir en exil en Suisse. Sans réelle expérience politique, le nouveau souverain est privé de tout pouvoir par les vénizélistes et emprisonné dans son propre palais. Son Premier ministre, le Crétois Elefthérios Venizélos, gouverne en effet avec l’appui des puissances de l’Entente. Réduit au statut de fantoche, Alexandre Ier soutient toutefois les troupes grecques dans leur guerre contre la Bulgarie et l’Empire ottoman. Il devient finalement le souverain d’une Grèce considérablement agrandie après la Première Guerre mondiale et le début de la guerre gréco-turque de 1919-1922.
En 1919, Alexandre Ier contracte une union inégale avec Aspasía Mános, une jeune fille issue de l'aristocratie phanariote. Le mariage provoque un énorme scandale en Grèce et au sein de la famille royale, ce qui oblige Aspasía à quitter le pays pendant plusieurs mois. Peu de temps après avoir été autorisé à retrouver son épouse, Alexandre est mordu par un singe domestique et meurt de septicémie. La disparition du souverain cause alors d’importantes difficultés politiques en Grèce et pose la question de la survie de la monarchie, comme de celle du régime vénizéliste.

## Famille
Alexandre Ier est le deuxième fils du roi Constantin Ier (1868-1923) et de son épouse la princesse Sophie de Prusse (1870-1932), elle-même fille de l’empereur Frédéric III d’Allemagne (1831-1888) et de sa femme la princesse Victoria du Royaume-Uni (1840-1901).
Alexandre a donc la particularité généalogique d'être à la fois l'arrière-petit-fils du roi Christian IX de Danemark (1818-1906), surnommé « le beau-père de l'Europe », et celui de la reine Victoria du Royaume-Uni (1819-1901), surnommée la « grand-mère de l'Europe ». Il est également le neveu du Kaiser Guillaume II d'Allemagne et un proche parent du tsar Nicolas II de Russie et du roi George V du Royaume-Uni.
Le 17 novembre 1919, Alexandre Ier épouse secrètement, à Athènes, l’aristocrate grecque Aspasía Mános (1896-1972), fille du colonel Pétros Mános (1871-1918), et de son épouse Maria Argyrópoulos (1874-1930). De cette union inégale, reconnue seulement en 1922 par le Parlement hellénique, naît une fille posthume : 
- Alexandra de Grèce (1921-1993), princesse de Grèce et de Danemark (1922), qui épouse le roi Pierre II de Yougoslavie (1923-1970). Ce sont les parents du prince Alexandre de Yougoslavie (1945), actuel prétendant au trône de Serbie.

## Biographie

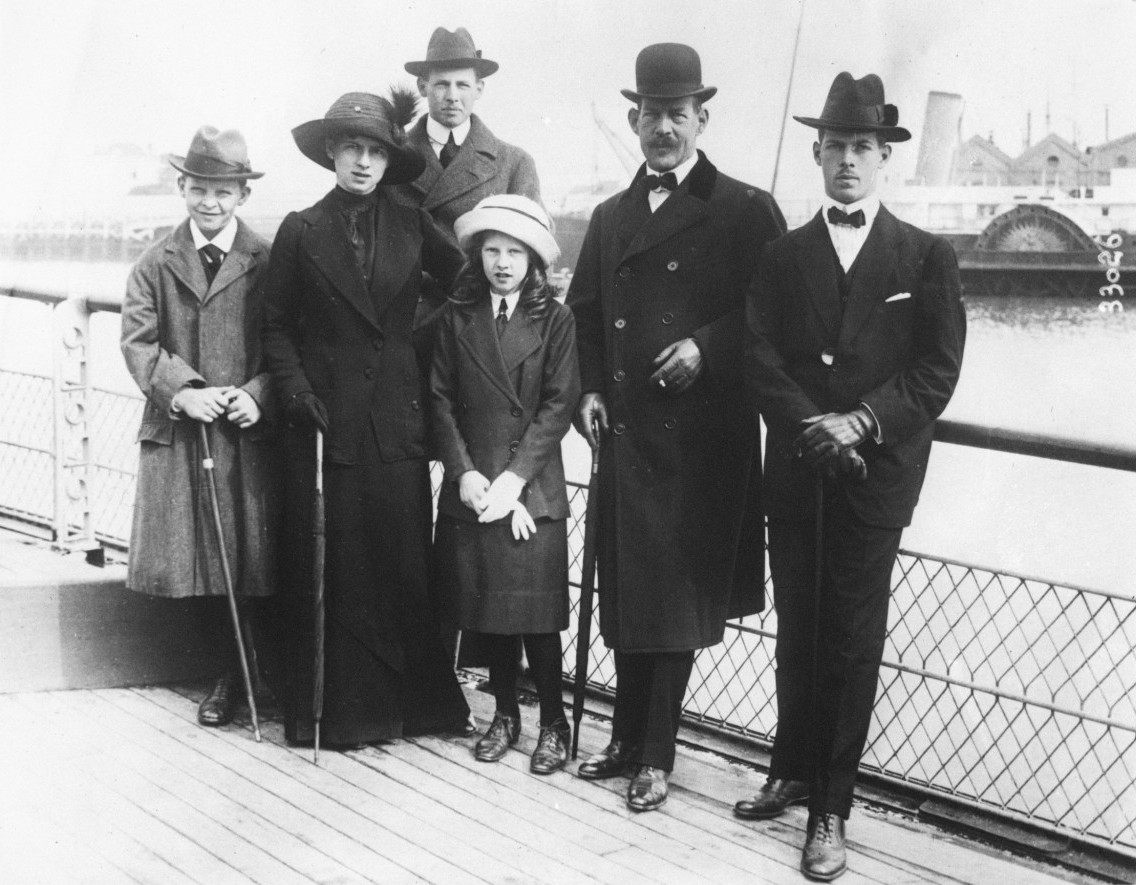
Le roi Constantin Ier (roi des Hellènes) (portant un chapeau melon) entouré de ses enfants le prince Paul, la princesse Hélène, le diadoque Georges, la princesse Irène (à gauche) et le prince Alexandre (à droite) en 1913.

### Un prince grec

#### Enfance
Deuxième fils du diadoque Constantin et de la princesse Sophie de Prusse, le prince Alexandre passe une enfance heureuse entre le palais royal d’Athènes et celui de Tatoï. Le jeune garçon effectue par ailleurs de nombreux séjours à l'étranger. Chaque année, le diadoque et sa famille se rendent ainsi plusieurs semaines en Angleterre, où ils fréquentent les plages de Seaford et d'Eastbourne,. L'été se passe à Friedrichshof, chez la mère de Sophie, qui chérit particulièrement sa descendance grecque, mais aussi à Corfou et à Venise, où la famille royale se rend à bord du yacht Amphitrite.
Très proche de sa sœur cadette Hélène, Alexandre l’est moins de son frère aîné Georges, avec lequel il a peu d’affinités. Alors que son aîné est un enfant sérieux et réfléchi, Alexandre est beaucoup plus malicieux et extraverti : il fume des cigarettes fabriquées avec du buvard d'écolier, s’amuse un jour à mettre le feu dans la salle de jeu du palais et manque, à une occasion, de tuer son petit frère Paul en le plaçant dans une charrette pour enfants qu'il lance à toute vitesse dans les jardins du palais.

#### Carrière militaire

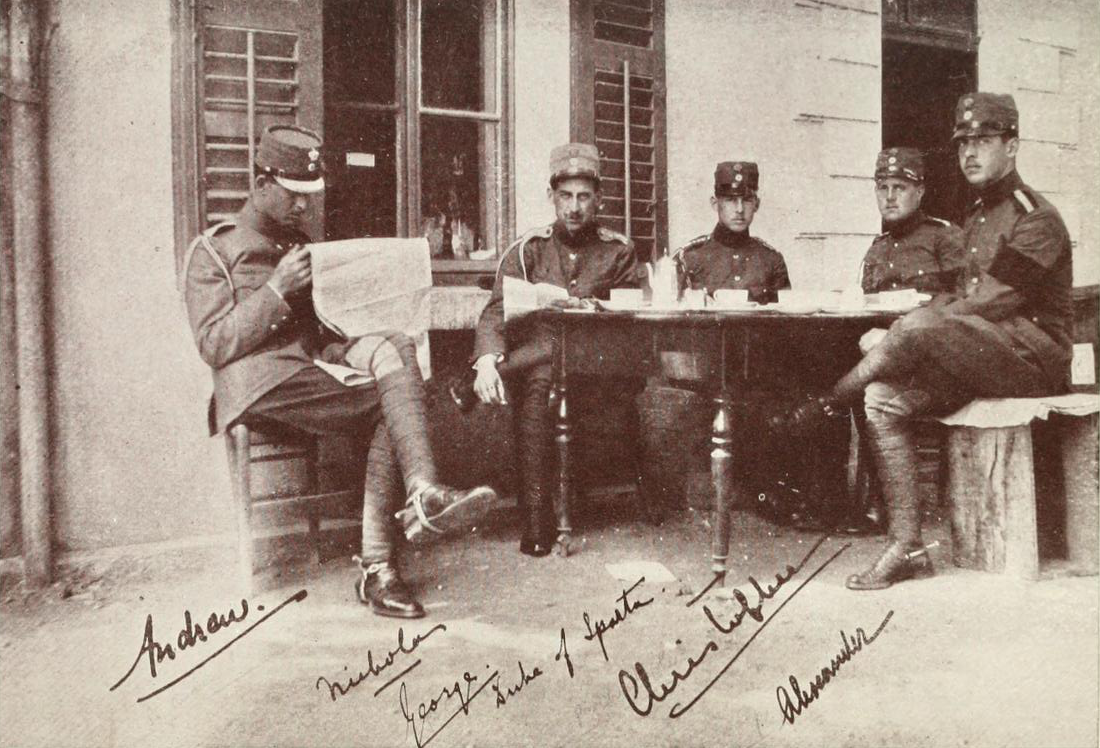
Les princes André, Nicolas, Georges, Christophe et Alexandre pendant la deuxième guerre balkanique (1913).

L’éducation que reçoit Alexandre est soignée, mais pas autant que celle réservée à son frère aîné car il n’est pas destiné à monter un jour sur le trône. Contrairement à Georges, qui effectue une partie de son cursus militaire en Allemagne, Alexandre réalise toutes ses études en Grèce. Il intègre ainsi l'École des Évelpides, la principale académie militaire grecque, qui a déjà formé à l'artillerie plusieurs de ses oncles. Dans cette prestigieuse institution, le prince se fait cependant davantage remarquer pour son talent pour la mécanique que pour ses capacités intellectuelles. De fait, Alexandre est passionné par les voitures et les motos. Il est d’ailleurs l’un des tout premiers Grecs à acquérir une automobile.
En 1912-1913, le prince participe aux guerres balkaniques. Jeune officier, il est attaché, avec son frère aîné, au service de son père et accompagne celui-ci lors de son entrée, à la tête de la Première Division grecque, dans la ville de Thessalonique, en 1912,. À la fin de la première guerre balkanique, la cité et sa région sont rattachées à la Grèce, ce qui permet au pays d'accroître considérablement sa superficie. Peu de temps après, le roi des Hellènes Georges Ier est assassiné dans la ville et le père d'Alexandre monte à son tour sur le trône sous le nom de Constantin Ier.

#### Vie sentimentale

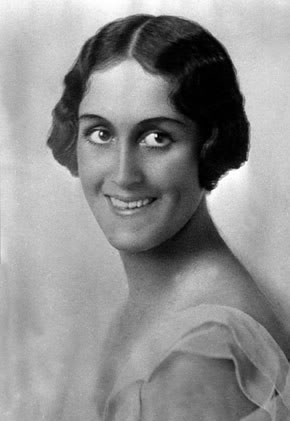
Aspasía Mános, vers 1926.

En 1915, Alexandre retrouve l’une de ses amies d’enfance, Aspasía Mános, lors d’une fête donnée à Athènes par Théodore Ypsilántis. Fille de Pétros Mános, l’officier d’ordonnance du diadoque Constantin, Aspasía revient tout juste de France et de Suisse où elle a fait ses études. Jugée très belle par ses contemporains, elle séduit immédiatement Alexandre qui, à l’âge de vingt-et-un ans, collectionne déjà les conquêtes. À partir de cette soirée, le prince ne cherche plus qu’à conquérir la jeune femme et part même la rejoindre sur l’île de Spetses, où elle se rend en vacances cette année-là. Cependant, Aspasía se montre réticente face à ce prince qui lui fait la cour. Lui aussi est certes considéré comme très beau mais la réputation que lui valent ses nombreuses liaisons passées n’est pas pour la rassurer.
Malgré tout, Alexandre parvient finalement à séduire la jeune fille. Très amoureux, le couple se fiance même, mais son engagement reste secret. De fait, pour la reine Sophie comme pour le roi Constantin Ier de Grèce, il est impensable que leurs enfants épousent des personnes nées en dehors des familles royales. Or, les Mános ont beau être issus de la haute aristocratie phanariote et compter, parmi leurs ancêtres, plusieurs souverains des principautés roumaines, leur rang est jugé insuffisant pour pouvoir se mêler aux grandes dynasties européennes.

### Roi des Hellènes

#### Un contexte difficile

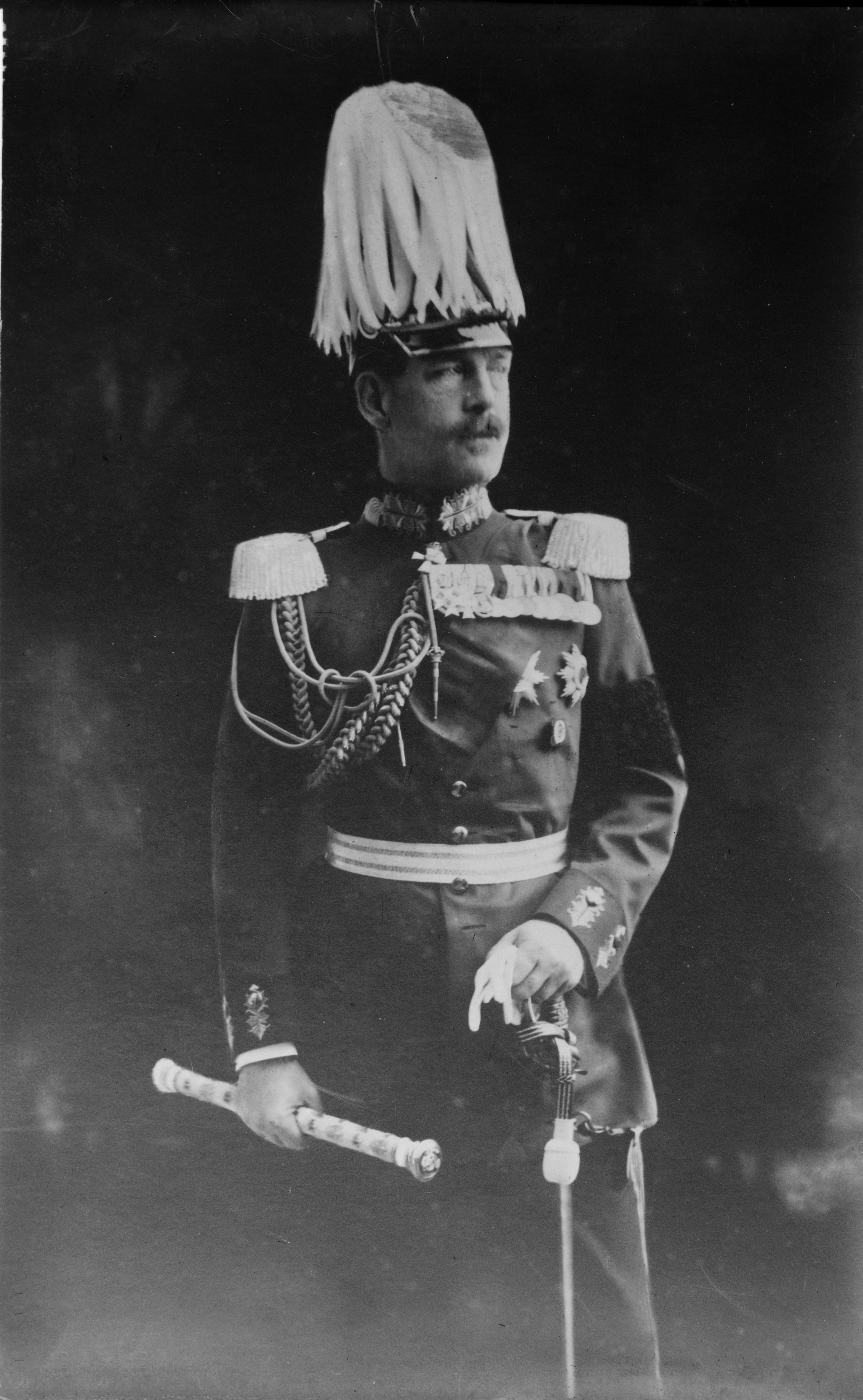
Le roi en uniforme de feld-maréchal allemand (1913).

Pendant la Première Guerre mondiale, le roi Constantin Ier maintient la Grèce dans une politique de neutralité bienveillante envers l’Allemagne et les autres puissances de la Triplice. Beau-frère du Kaiser Guillaume II d'Allemagne, le roi est considéré comme germanophile par les Alliés parce qu'il a effectué une partie de sa formation militaire en Prusse. Ce comportement provoque la rupture entre le souverain et son Premier ministre, Elefthérios Venizélos, qui est quant à lui convaincu de la nécessité de soutenir les pays de la Triple-Entente pour rattacher les minorités grecques de l'Empire ottoman et des Balkans au royaume hellène. Protégé par les pays de l'Entente, et par la République française en particulier, l'homme politique forme, en 1916, à Thessalonique, un gouvernement parallèle à celui du monarque. Le centre de la Grèce est occupé par les forces alliées et le pays est en passe de sombrer dans la guerre civile : c'est le « Schisme national ».
En dépit de ce contexte difficile, Constantin Ier refuse de modifier sa politique et doit faire face à l'opposition toujours plus nette de l'Entente et des vénizélistes. En juillet 1916, un incendie criminel, probablement orchestré par des agents de la France, ravage le domaine de Tatoï et la famille royale échappe de peu aux flammes. Alexandre n'est pas touché mais sa mère sauve sa plus jeune sœur de justesse de l'incendie. Parmi le personnel du palais et les pompiers venus éteindre le feu, seize à dix-huit personnes (selon les sources) trouvent par ailleurs la mort,,. Si, fin octobre, un accord est trouvé entre Constantin et la diplomatie alliée, début décembre, le déclenchement des vêpres grecques contre les forces alliées entraîne la reconnaissance du gouvernement de défense nationale de Venizélos par l'Entente,, qui impose également un blocus naval très étroit à la Grèce.
Finalement, le 10 juin 1917, Charles Jonnart, le Haut-Commissaire de l'Entente en Grèce, ordonne au roi Constantin de quitter le pouvoir. Sous la menace d'un débarquement de l'Entente au Pirée, le souverain accepte de partir en exil, sans toutefois abdiquer officiellement. Les Alliés ne souhaitant pas instaurer la république en Grèce, l’un des membres de sa famille doit lui succéder. Mais, comme le diadoque est jugé tout aussi germanophile que son père, c’est d’abord à l’un des frères du souverain, le prince Georges, que les Alliés pensent pour le remplacer. Cependant, Georges n’aspire plus à aucune charge politique depuis son échec en tant que haut-commissaire de la Crète autonome entre 1901 et 1905. Surtout, il se montre fidèle à son frère et refuse catégoriquement de monter sur le trône. C’est donc le deuxième fils de Constantin, le prince Alexandre, que Venizélos et l’Entente choisissent comme nouveau monarque,.
Cependant, la destitution de Constantin ne fait pas l’unanimité chez les anciennes puissances protectrices du royaume hellène. Si la France ne cache pas sa joie de voir partir l’ancien roi et la Grande-Bretagne ne fait rien pour empêcher Jonnart d’agir, le gouvernement provisoire russe proteste officiellement auprès de Paris. Petrograd demande même qu’Alexandre ne reçoive pas le titre de roi mais seulement celui de régent afin de préserver les droits du souverain déposé et du diadoque. La Russie n’est toutefois pas écoutée et c’est bien en tant que monarque qu’Alexandre monte sur le trône.

#### Roi malgré lui

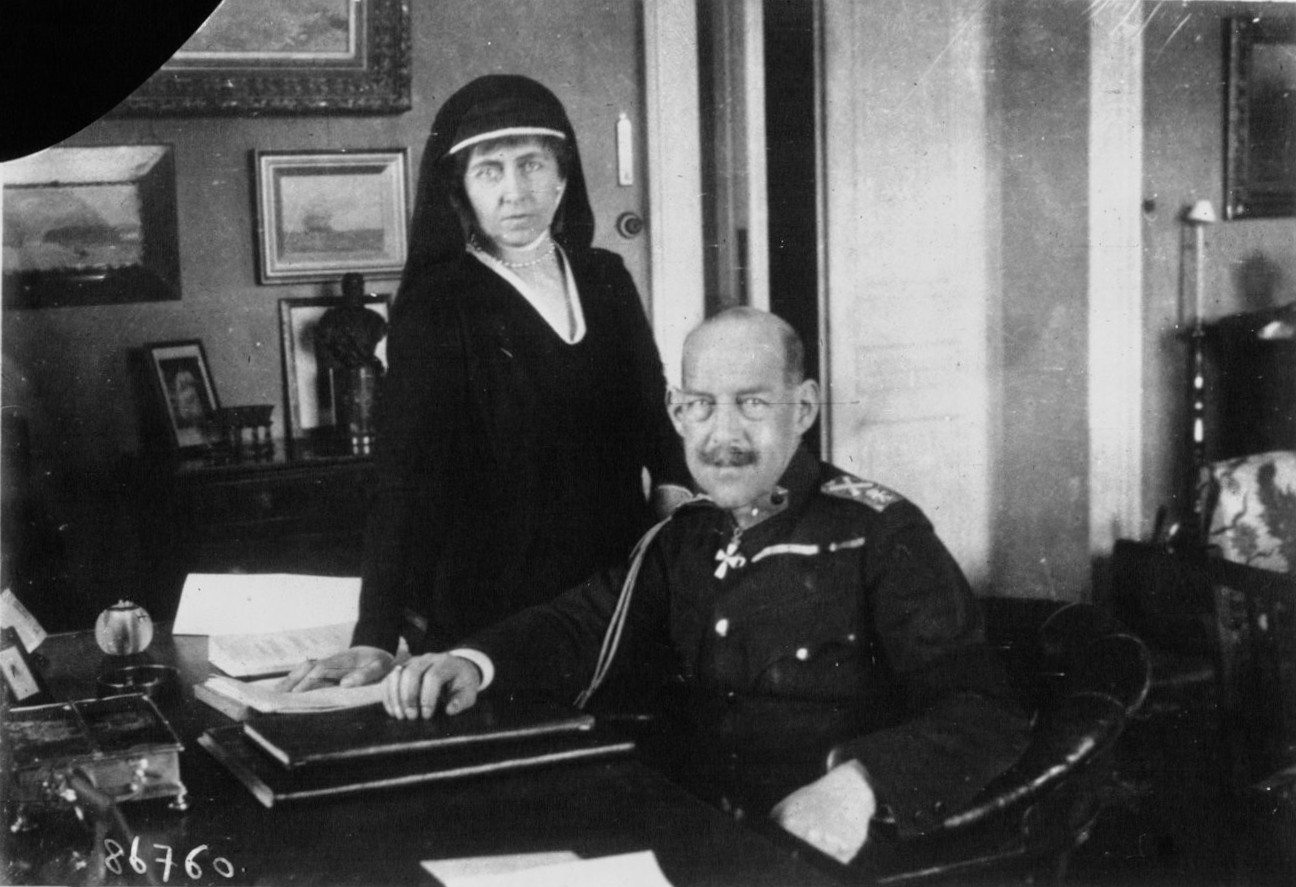
Les parents d'Alexandre Ier en 1921.

La cérémonie par laquelle Alexandre monte sur le trône, le 10 juin 1917, est entourée de tristesse. Hormis l’archevêque d’Athènes Théoclète Ier, qui reçoit le serment du nouveau souverain, seuls y assistent le roi Constantin Ier, le diadoque Georges et le Premier ministre Aléxandros Zaïmis. Aucune festivité ni aucune pompe n’entourent l’événement, qui demeure d’ailleurs secret. Alexandre, qui a alors vingt-trois ans, a la voix cassée et les larmes aux yeux lorsqu’il prête serment de fidélité sur la constitution grecque. Il sait qu’il s’apprête à jouer un rôle difficile dans la mesure où l’Entente et les vénizélistes sont opposés à la famille royale et ne sont pas prêts à lui obéir. Surtout, il est conscient que son règne est de toute façon illégitime. De fait, ni son père ni son frère aîné n’ont renoncé à leurs droits sur la couronne et, avant la cérémonie, Constantin a longuement expliqué à son fils qu’il est désormais l’occupant du trône mais pas le véritable monarque,.
Le soir même de la cérémonie, la famille royale décide de quitter le palais d’Athènes pour se rendre à Tatoï. Cependant, les habitants de la capitale refusent de voir leurs souverains partir en exil et des foules se forment autour du palais pour empêcher Constantin et les siens d’en sortir. Le 11 juin, le roi et sa famille parviennent à s’enfuir en cachette de leur résidence. Dès le lendemain, le roi, la reine et tous leurs enfants hormis leur deuxième fils gagnent le petit port d’Oropos et prennent le chemin de l’exil. C’est la toute dernière fois qu’Alexandre Ier est en contact avec sa famille.

#### Un roi fantoche

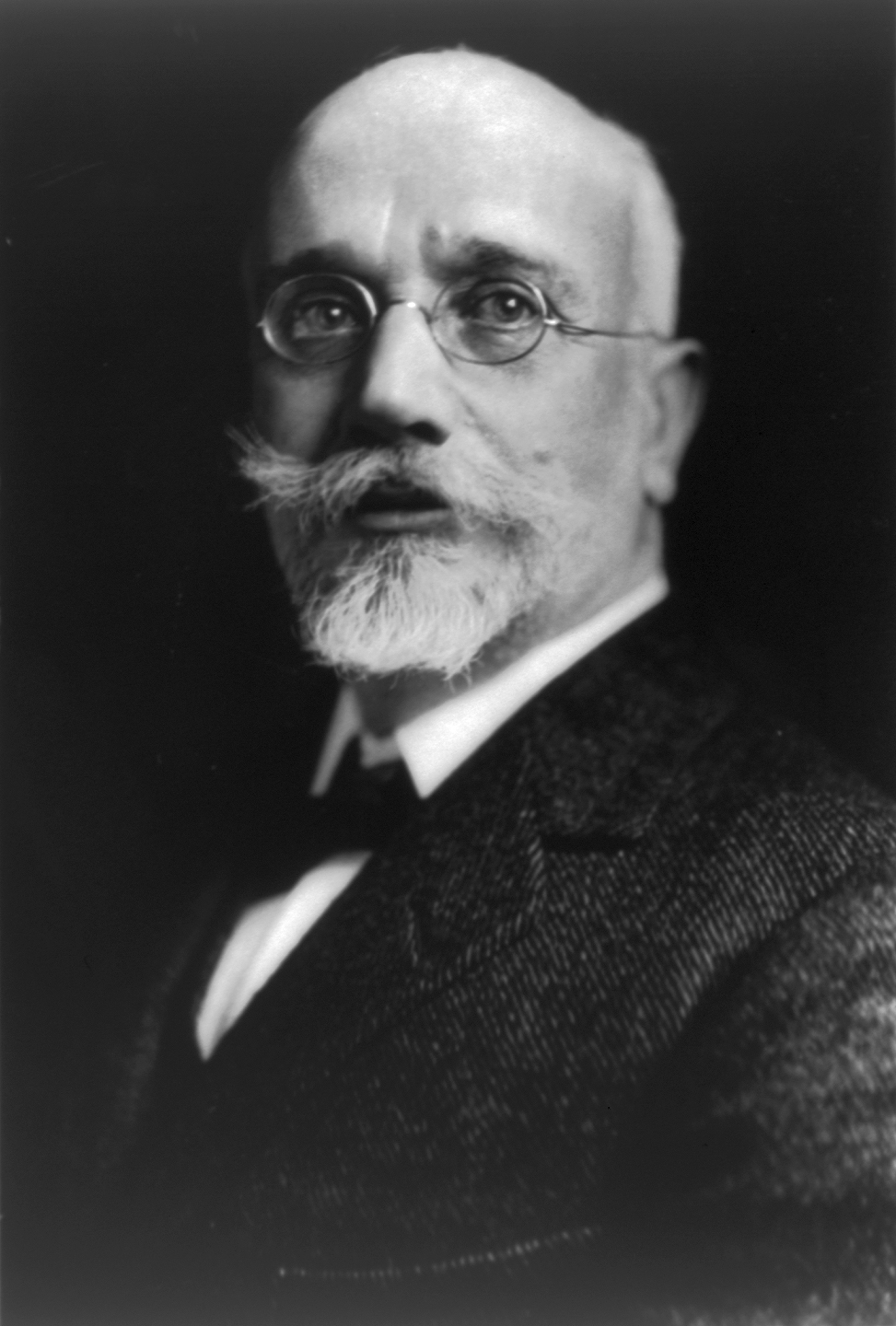
Elefthérios Venizélos, l'ennemi farouche de la famille royale (1919).

Une fois ses parents et ses frères et sœurs partis en exil, Alexandre Ier se retrouve totalement isolé par les nouveaux hommes forts de la Grèce. De fait, les vénizélistes et les représentants de l’Entente font comprendre aux oncles et tantes du jeune roi, et en particulier au prince Nicolas, qu’ils ne sont plus les bienvenus en Grèce car ils pourraient avoir une influence néfaste sur le souverain. Par ailleurs, l’ensemble du personnel de la monarchie est progressivement remplacé par les ennemis de Constantin Ier et le souverain se voit écarté de ses amis, quand ceux-ci ne sont pas tout simplement emprisonnés. Même les portraits de sa famille sont retirés des résidences d’Alexandre et il arrive aux nouveaux ministres de l’appeler en sa présence « fils de traître ».
Dès le 26 juin 1917, le jeune roi doit appeler Elefthérios Venizélos à la tête du gouvernement. Malgré les promesses faites par l’Entente lors du départ de Constantin, Zaïmis est en effet contraint à démissionner et Venizélos revient à Athènes. Cependant, Alexandre s’oppose presque immédiatement au Crétois et, contrarié par les rebuffades du souverain, l’homme politique menace rapidement de le destituer et de nommer à sa place un conseil de régence au nom du prince Paul, alors mineur. Finalement, les puissances de l’Entente recommandent l’apaisement à Venizélos et Alexandre conserve la couronne. Mais, espionné nuit et jour par les partisans du Premier ministre, le monarque devient rapidement prisonnier dans son propre palais et ses ordres ne sont pas écoutés,.
Dans les affaires d’État, Alexandre Ier n’a aucune expérience et ses ministres ne l’aident guère à se former à son métier de roi. Affectant l'indifférence vis-à-vis de ses ministres, le jeune homme se montre cependant dévoué à sa tâche et accomplit son travail avec application, même s’il prend rarement la peine de lire les documents officiels qu’il est amené à signer. À l’extérieur du palais, les fonctions du roi sont limitées. Elles se résument à peu près à visiter le front macédonien afin de soutenir le moral des troupes hellènes. Depuis le retour de Venizélos au pouvoir, Athènes est en effet en guerre contre les empires centraux et les soldats grecs combattent les Bulgares au nord,.

#### Roi d’une Grèce plus vaste

L'expansion territoriale de la Grèce entre 1832 et 1947. Les régions en jaune sont reconquises par la Turquie en 1922.

À la fin de la Première Guerre mondiale, la Grèce a considérablement élargi ses frontières de 1914. Les traités de Neuilly (1919) et de Sèvres (1920) confirment d'ailleurs les conquêtes territoriales du pays. Athènes acquiert ainsi la majeure partie de la Thrace (auparavant sous domination bulgare et turque), plusieurs îles Égéennes ottomanes (dont Imbros et Ténédos) et même la région de Smyrne, en Ionie, placée sous mandat grec. Alexandre devient ainsi le souverain d’un royaume hellène au territoire augmenté d’environ un tiers et il n’en est pas peu fier. Ce n’est cependant pas le monarque qui en retire la gloire mais, encore une fois, Venizélos. C’est en effet le Premier ministre qui s’est déplacé à Paris lors des négociations de paix avec Constantinople et Sofia et c’est lui qui reçoit, des mains mêmes du roi, une couronne de laurier pour son travail en faveur de l’hellénisme, lors de son retour en Grèce en août 1920.
Malgré tout, les Grecs ne se montrent pas satisfaits des gains territoriaux qu’ils retirent du premier conflit mondial. Désireux d’annexer Constantinople et une partie plus vaste de l’Asie mineure ottomane, ils envahissent l’Anatolie au-delà de Smyrne et cherchent à prendre Ankara dans le but d’anéantir la résistance turque menée par Mustafa Kemal. C’est le début de la guerre gréco-turque de 1919-1922.

### Mariage

#### Un mariage controversé
Le jour de son accession au trône, le 10 juin 1917, Alexandre a révélé à son père sa liaison avec Aspasía Mános et lui a demandé l’autorisation d’épouser la jeune fille. Très réticent à l’idée du mariage de son fils avec une femme de sang non-royal, Constantin a alors demandé à Alexandre d’attendre la fin des hostilités pour s’engager. En contrepartie, le roi lui a cependant promis d’être son témoin le jour de ses noces. Dans ces circonstances, Alexandre a accepté de repousser son projet jusqu’au rétablissement de la paix en Grèce.

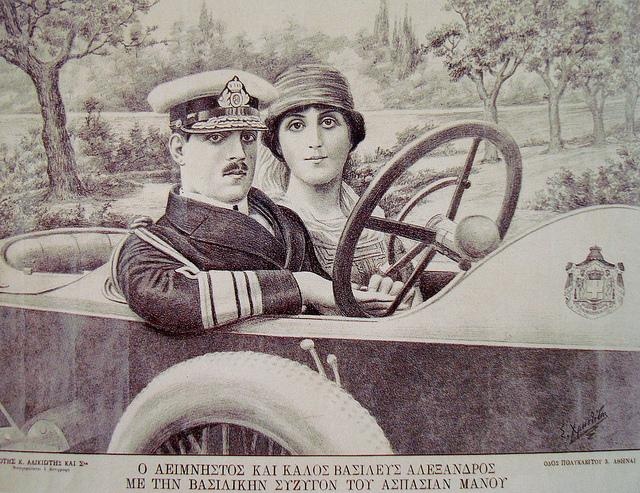
Le roi Alexandre Ier et son épouse Aspasía vers 1920.

Cependant, les mois passant, le jeune roi supporte de plus en plus mal la séparation d’avec sa famille. Régulièrement, il écrit des lettres à ses parents mais ses courriers sont interceptés par le gouvernement et sa famille ne les reçoit pas. Dans ces conditions, le seul réconfort d’Alexandre reste Aspasía et il prend la décision de l’épouser malgré les recommandations de son père et l’opposition de son Premier ministre. De fait, Elefthérios Venizélos a beau avoir été l'ami de Pétros Mános, le père d’Aspasía, il craint que la jeune fille n'utilise ses liens familiaux pour servir d'intermédiaire entre lui et ses parents. Surtout, le Premier ministre préfèrerait que le monarque épouse la princesse Mary du Royaume-Uni afin de consolider les liens qui unissent la Grèce à sa puissante alliée, la Grande-Bretagne,.
Malgré tout, le mariage d’Alexandre et d’Aspasía n’a pas que des ennemis. La dynastie grecque est en effet d’origine germano-danoise et il faut remonter au Moyen Âge byzantin pour retrouver des ancêtres grecs chez les souverains. Dans ces circonstances, l’union du monarque et de sa fiancée permettrait d’helléniser la famille royale, ce qui ne serait pas pour déplaire à tous les Grecs. Enfin, chez les puissances étrangères mêmes, et particulièrement à l’ambassade anglaise, l’hypothèse de ce mariage est vue d’un bon œil. De fait, l'influence de la jeune femme est jugée positive sur le souverain, ne serait-ce que parce qu'elle lui donne la force de ne pas abdiquer. La visite officielle du prince Arthur, duc de Connaught et Strathearn, à Athènes en mars 1918 confirme d’ailleurs le soutien du Royaume-Uni au projet de mariage. Après avoir remis l’ordre du Bain à Alexandre, le fils de la reine Victoria demande en effet à rencontrer Aspasía et déclare ensuite au souverain que, s’il avait été plus jeune, lui aussi aurait cherché à épouser la jeune fille.

#### Un mariage inégal

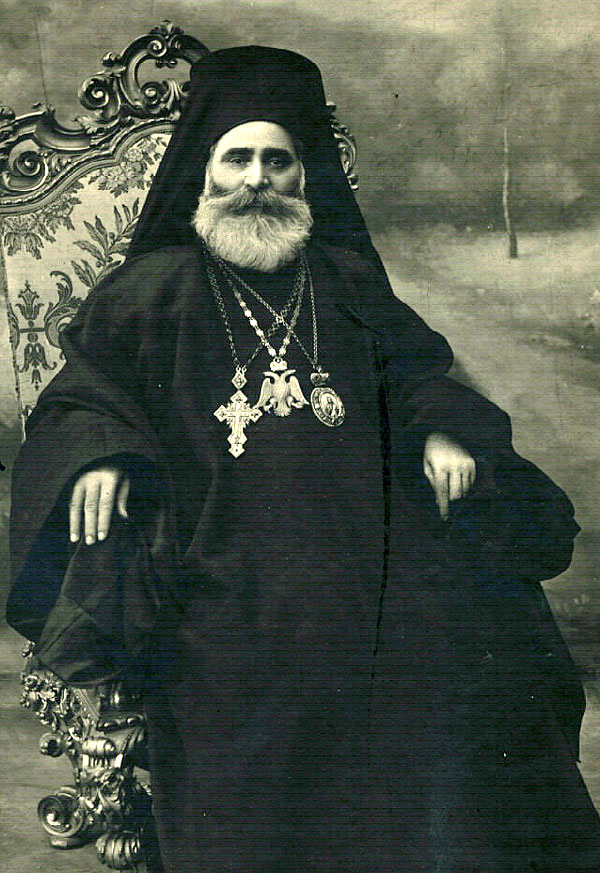
Le primat Mélèce III refuse de reconnaître le mariage d'Alexandre Ier.

Face aux oppositions, Alexandre et Aspasía décident de se marier secrètement. Avec l’aide du beau-frère de la jeune fille, Chrístos Zalokóstas, et après trois essais infructueux, le couple parvient à s’unir devant l'archimandrite Zacharistas, le 17 novembre 1919 au soir. Après la cérémonie, le religieux jure de garder le silence sur l'acte qu’il vient de célébrer mais il rompt rapidement sa promesse et court se faire confesser par l’archevêque-primat d’Athènes Mélèce III. Or, d'après la loi, les membres de la famille royale doivent non seulement obtenir l’autorisation du souverain pour se marier mais encore celle du chef de l’Église orthodoxe nationale. En épousant Aspasía sans en référer à l’archevêque, Alexandre Ier a donc désobéi à la loi et son attitude cause un énorme scandale dans le pays. Par conséquent, bien que le mariage du jeune couple soit reconnu comme légal, Aspasía ne peut porter le titre de reine des Hellènes : c'est donc sous le nom de « Madame Mános » qu'elle est désormais connue.
Malgré sa colère face à cette union inégale, Venizélos autorise, dans un premier temps, Aspasía et sa mère à s’installer au palais royal à la condition que l’union du souverain ne soit pas rendue publique. Cependant, l’information ne reste pas longtemps secrète et la jeune femme est bientôt obligée de quitter Athènes et la Grèce pour échapper au scandale. Exilée, Aspasía s’établit alors à Rome, puis à Paris. Alexandre Ier est finalement autorisé à la rejoindre dans la capitale française, six mois plus tard. Officiellement, il s’agit pour le monarque de réaliser une visite d'État auprès des chefs de gouvernements alliés, réunis à la Conférence de la paix. En réalité, ce séjour correspond en quelque sorte à la lune de miel du couple,.
Finalement, Aspasía et son époux reçoivent la permission du gouvernement de revenir ensemble en Grèce durant l’été 1920. Dans la capitale hellène, « Madame Mános » est d’abord accueillie chez sa sœur avant de s’installer au palais de Tatoï. C'est pendant cette période qu'elle tombe enceinte, et le couple s’en fait une très grande joie.

### Une disparition prématurée

#### L'incident du 30 septembre 1920 et ses conséquences

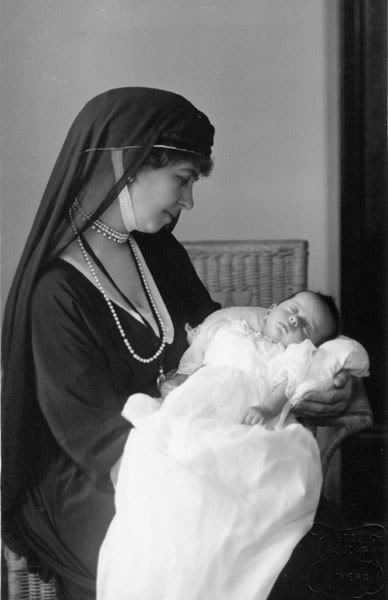
La reine Sophie portant le deuil d'Alexandre tient la fille de celui-ci dans ses bras (1921).

Le 30 septembre 1920, un incident survient pendant qu’Alexandre Ier fait une promenade sur les terres du domaine de Tatoï. Le berger allemand du souverain attaque une guenon magot appartenant à Martin Sturm, l’agronome de la Cour. Le roi tente de séparer les deux animaux mais, ce faisant, un autre primate l'attaque et le mord à plusieurs reprises au mollet gauche, au-dessus de la cheville ainsi qu'à l’avant-bras gauche, au-dessus du poignet. Finalement, des domestiques accourent et chassent les singes. Les plaies du souverain sont ensuite nettoyées et pansées mais pas cautérisées,. De fait, le roi ne prête guère attention à ce qui vient de lui arriver et demande même que la nouvelle de l’incident ne soit pas communiquée,.
Le 2 octobre, toutefois, l'état de santé d'Alexandre se dégrade : sa plaie s’infecte et il souffre bientôt d'une forte fièvre et de nausées. Une septicémie ayant été diagnostiquée, les médecins envisagent de lui amputer la jambe mais aucun ne souhaite vraiment prendre la responsabilité d’un tel acte,. Finalement, des médecins parisiens (le Dr Widal et le Dr Delbet) sont appelés au chevet, sans qu'aucun ne réussisse à le soigner. Durant les trois semaines que dure son agonie, Alexandre est veillé par la seule Aspasía. Sous l’effet de l’empoisonnement, le jeune roi souffre atrocement et ses cris de douleur remplissent, par moments, le palais royal. Le 19 octobre, il commence à délirer et appelle sa mère auprès de lui dans son coma. Cependant, le gouvernement grec refuse de permettre à la reine Sophie de revenir dans le pays. À Saint-Moritz, où elle est exilée avec le reste de la famille royale, la souveraine supplie les autorités hellènes de la laisser prendre soin de son fils mais Venizélos reste inflexible. Finalement, la reine douairière Olga, veuve de Georges Ier, est autorisée à se rendre seule à Athènes auprès de son petit-fils. Mais, retardée par une mer agitée, la vieille femme arrive douze heures après sa mort, le 25 octobre 1920,. Informés par télégramme dans la nuit, les autres membres de la famille royale apprennent la nouvelle du décès avec beaucoup de tristesse.
Deux jours après la mort du monarque, ses funérailles sont célébrées dans la cathédrale d’Athènes. Une fois encore, la famille royale se voit refuser l’autorisation de séjourner en Grèce et la reine Olga est la seule parente du souverain (avec son épouse Aspasía) présente à l’enterrement. Le corps d’Alexandre est ensuite enseveli sur les terres du domaine royal de Tatoï.

#### La question de la succession et la défaite en Asie mineure

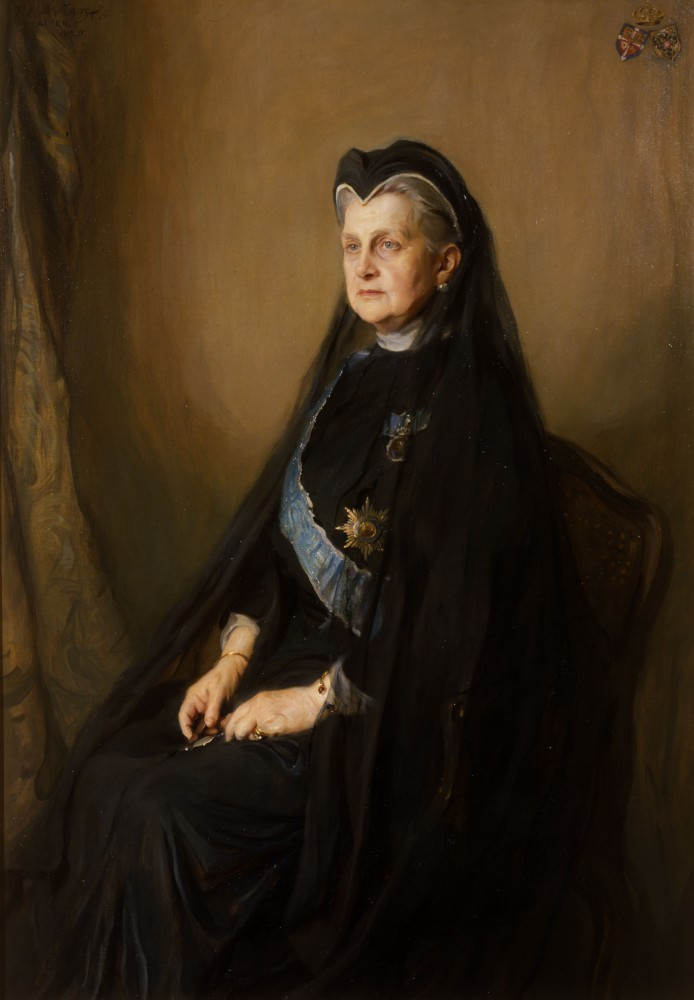
La reine Olga de Grèce par Philip de László (1914).

Pour le gouvernement hellène, la mort d’Alexandre Ier pose la question de la succession au trône ainsi que celle de la forme du régime. Le roi ayant contracté une mésalliance, l'enfant qu'attend de lui Aspasía Mános ne peut être dynaste en Grèce ; conserver la monarchie implique donc de trouver un nouveau souverain. Or, si le Parlement hellénique affirme officiellement qu’il ne demande pas la destitution de la dynastie mais seulement l’exclusion de Constantin Ier et du diadoque Georges de la succession, Elefthérios Venizélos cache, quant à lui, difficilement ses opinions républicaines. Malgré tout, le 29 octobre 1920, le gouvernement se résout à proposer la couronne au frère cadet d’Alexandre et de Georges, le prince Paul.
Cependant, le troisième fils de Constantin Ier refuse de monter sur le trône tant que son père et son frère aîné sont en vie. Il insiste sur le fait qu’aucun d’eux n’a renoncé à ses droits et qu’il ne peut donc ceindre une couronne qui ne lui revient pas légitimement,. Le trône restant résolument vacant et le conflit avec la résistance turque s'éternisant, les nouvelles élections législatives se transforment en conflit ouvert entre les partisans de Venizélos et ceux de l’ex-roi Constantin. Le 14 novembre 1920, les monarchistes l'emportent et Dimítrios Rállis devient Premier ministre,. Vaincu, l’homme politique crétois choisit de partir en exil. Avant son départ, il demande à la reine Olga d’accepter la régence jusqu’au retour de Constantin.
La restauration du roi n'amène cependant pas la paix escomptée par la population. Pire, elle empêche la Grèce de recevoir l’appui des grandes puissances dans la guerre qui l’oppose à la Turquie. De fait, les anciens alliés n’ont pas pardonné à Constantin son attitude durant la Première Guerre mondiale et ils ne sont pas prêts à lui fournir leur soutien. Le conflit se poursuit donc jusqu'à la défaite hellène de la Sakarya, en août-septembre 1921, et la reconquête de Smyrne par les Turcs, en septembre 1922. Après ces événements, le pays s’enfonce dans une crise politique et morale profonde. Tandis que Mustafa Kemal reconquiert peu à peu l'Anatolie et la Thrace orientale, des milliers de Grecs sont assassinés ou chassés de leurs terres. C'est la « Grande Catastrophe », consacrée, plus tard, par le traité de Lausanne de 1923,.
Choqué par cette tragédie, qu'il considère comme une conséquence directe de la disparition prématurée d'Alexandre Ier, Winston Churchill écrit, dans ses mémoires : « ce n'est peut-être pas une exagération de remarquer qu'un quart de million de personnes sont mortes à cause de cette morsure de singe ».

### Un monarque illégitime?

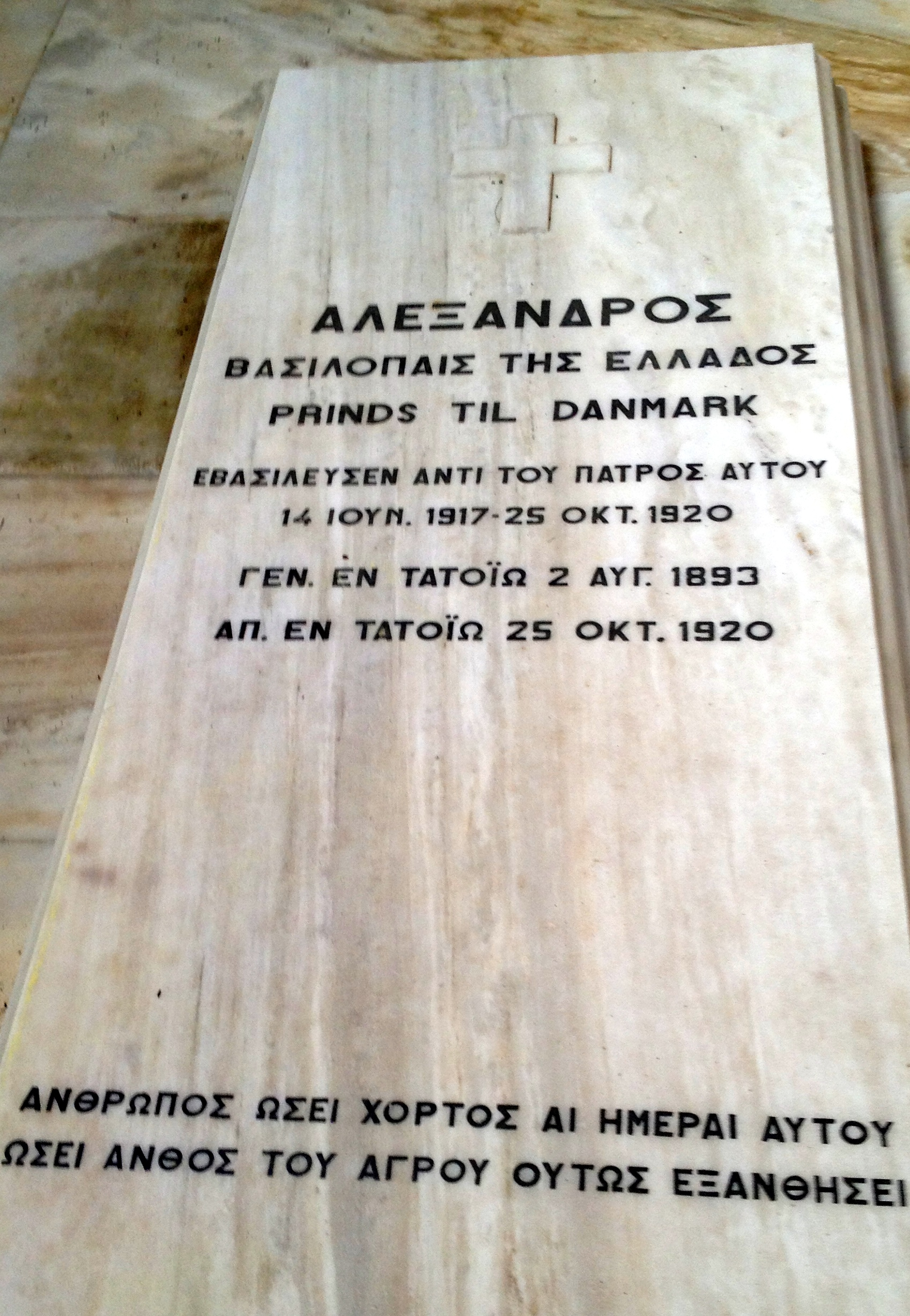
La tombe d'Alexandre à Tatoï.

Pour la famille royale de Grèce comme pour une grande partie des monarchistes grecs, le règne d’Alexandre Ier constitue une sorte de parenthèse dans l'histoire de la dynastie, Constantin Ier restant le seul souverain légitime jusqu'à son abdication formelle en 1922. Ce manque de considération pour Alexandre Ier est d'ailleurs largement visible dans le cimetière royal de Tatoï. Alors que les tombes des autres souverains de la dynastie y portent simplement l’inscription « Roi des Hellènes, prince de Danemark », on peut lire, sur la sépulture du jeune monarque, les mots : « Alexandre, Prince royal de Grèce, Prince de Danemark. Il régna à la place de son père du 14 juin 1917 au 25 octobre 1920 ».
D'après la reine-mère Hélène de Roumanie, sœur préférée d'Alexandre, ce sentiment d'illégitimité aurait été largement partagé par le souverain lui-même, ce qui pourrait expliquer qu'il n'ait pas eu de remords à déroger en concluant un mariage inégal en 1919. Quoi qu'il en soit, cette double « transgression » du souverain n'a pas manqué de rejaillir sur son épouse et leur fille unique, Alexandra (née posthume, le 25 mars 1921). Si la seconde a été intégrée à la famille royale dès juillet 1922, la première n'a reçu le rang et le titre de princesse de Grèce et de Danemark que plusieurs semaines plus tard, le 25 septembre 1922,. Jamais reconnue reine et régulièrement exclue des grands événements touchant à la vie de la famille royale, Aspasía a seulement obtenu d'être enterrée à Tatoï en 1993, mais à l'écart de son époux et du reste de sa belle-famille.

## Le roiAlexandreIerdans la culture populaire

### Toponymie
La ville de Dedeagatch, sur la frontière gréco-turque, a été rebaptisée Alexandroúpoli à l'occasion d'une visite du roi Alexandre Ier en 1920.

### Littérature
Quelques auteurs mettent en scène la mort d'Alexandre Ier dans leurs écrits :
- l'écrivain britannique Louis de Bernières l'évoque, en 2004, dans son roman Des oiseaux sans ailes (en anglais : Birds Without Wings)[78] ;
- David Alliot la raconte dans son recueil de morts absurdes intitulé La tortue d'Eschyle et autres morts stupides de l'histoire, en 2012[79] ;
- Allison Montclair y fait référence, en 2020, dans le roman policier anglais Un Mariage royal (A Royal Affair)[80].

### Philatélie
Plusieurs timbres à l’effigie du roi Alexandre Ier ont été émis par la poste grecque :
- en 1956 et 1957, deux timbres des séries « Rois de Grèce A » et « B » montrant un portrait du roi vu de face ;
- en 1963, cinq timbres de la série « Centenaire de la monarchie hellène » représentant les cinq souverains de la maison de Glücksbourg[81].

### Numismatique
Une pièce commémorative de 30 drachmes d'argent a été mise en circulation à l'occasion du centenaire de la monarchie grecque, en 1963. Représentant les cinq souverains de la dynastie de Glücksbourg, elle est la première pièce de monnaie à faire apparaître le roi Alexandre.

### Navire
Le paquebot Cleveland est renommé King Alexander en l'honneur du souverain entre 1920 et 1923.

## Arbres généalogiques

### AlexandreIerdans l'Europe des rois
| Guillaume Ier, Kaiser allemand ∞ Augusta, Pcesse de Saxe-Weimar                | Guillaume Ier, Kaiser allemand ∞ Augusta, Pcesse de Saxe-Weimar                | Guillaume Ier, Kaiser allemand ∞ Augusta, Pcesse de Saxe-Weimar                | Guillaume Ier, Kaiser allemand ∞ Augusta, Pcesse de Saxe-Weimar                | Guillaume Ier, Kaiser allemand ∞ Augusta, Pcesse de Saxe-Weimar                | Guillaume Ier, Kaiser allemand ∞ Augusta, Pcesse de Saxe-Weimar                |  |  | Victoria, Reine du Royaume-Uni ∞ Albert, Pce de Saxe-Cobourg               | Victoria, Reine du Royaume-Uni ∞ Albert, Pce de Saxe-Cobourg               | Victoria, Reine du Royaume-Uni ∞ Albert, Pce de Saxe-Cobourg               | Victoria, Reine du Royaume-Uni ∞ Albert, Pce de Saxe-Cobourg               | Victoria, Reine du Royaume-Uni ∞ Albert, Pce de Saxe-Cobourg               | Victoria, Reine du Royaume-Uni ∞ Albert, Pce de Saxe-Cobourg               |                          |                          |                                                                  |                                                                  |                                                                  |                                                                  |                                                                  |                                                                  |                                  |                                  |                                                           |                                                           |                                                           |                                                           |                                                           |                                                           | Constantin, Gd-duc de Russie ∞ Alexandra, Pcesse de Saxe-Altenbourg | Constantin, Gd-duc de Russie ∞ Alexandra, Pcesse de Saxe-Altenbourg | Constantin, Gd-duc de Russie ∞ Alexandra, Pcesse de Saxe-Altenbourg | Constantin, Gd-duc de Russie ∞ Alexandra, Pcesse de Saxe-Altenbourg | Constantin, Gd-duc de Russie ∞ Alexandra, Pcesse de Saxe-Altenbourg | Constantin, Gd-duc de Russie ∞ Alexandra, Pcesse de Saxe-Altenbourg |                                                     |                                                     |                               |                               |                                                      |                                                      |                                                      |                                                      |                                                      |                                                      |                                                   |                                                   |                                                   |                                                   |                                                   |                                                   | Christian IX, Roi de Danemark ∞ Louise, Pcesse de Hesse-Cassel | Christian IX, Roi de Danemark ∞ Louise, Pcesse de Hesse-Cassel | Christian IX, Roi de Danemark ∞ Louise, Pcesse de Hesse-Cassel  | Christian IX, Roi de Danemark ∞ Louise, Pcesse de Hesse-Cassel  | Christian IX, Roi de Danemark ∞ Louise, Pcesse de Hesse-Cassel  | Christian IX, Roi de Danemark ∞ Louise, Pcesse de Hesse-Cassel  |                                                                 |                                                                 |                                                            |                                                            |                                                                   |                                                                   |                                                                   |                                                                   |                                                                   |                                                                   |                                                           |                                                           |                                                                             |                                                                             |                                                                             |                                                                             |                                                                             |                                                                             |                                                                  |                                                                  |  |  |  |  |  |  |  |  |  |  |  |  |  |  |  |  |  |  |  |  |  |  |  |  |  |  |  |  |  |  |  |  |  |  |  |  |  |  |  |  |  |  |  |  |  |  |  |  |  |  |
| Guillaume Ier, Kaiser allemand ∞ Augusta, Pcesse de Saxe-Weimar                | Guillaume Ier, Kaiser allemand ∞ Augusta, Pcesse de Saxe-Weimar                | Guillaume Ier, Kaiser allemand ∞ Augusta, Pcesse de Saxe-Weimar                | Guillaume Ier, Kaiser allemand ∞ Augusta, Pcesse de Saxe-Weimar                | Guillaume Ier, Kaiser allemand ∞ Augusta, Pcesse de Saxe-Weimar                | Guillaume Ier, Kaiser allemand ∞ Augusta, Pcesse de Saxe-Weimar                |  |  | Victoria, Reine du Royaume-Uni ∞ Albert, Pce de Saxe-Cobourg               | Victoria, Reine du Royaume-Uni ∞ Albert, Pce de Saxe-Cobourg               | Victoria, Reine du Royaume-Uni ∞ Albert, Pce de Saxe-Cobourg               | Victoria, Reine du Royaume-Uni ∞ Albert, Pce de Saxe-Cobourg               | Victoria, Reine du Royaume-Uni ∞ Albert, Pce de Saxe-Cobourg               | Victoria, Reine du Royaume-Uni ∞ Albert, Pce de Saxe-Cobourg               |                          |                          |                                                                  |                                                                  |                                                                  |                                                                  |                                                                  |                                                                  |                                  |                                  |                                                           |                                                           |                                                           |                                                           |                                                           |                                                           | Constantin, Gd-duc de Russie ∞ Alexandra, Pcesse de Saxe-Altenbourg | Constantin, Gd-duc de Russie ∞ Alexandra, Pcesse de Saxe-Altenbourg | Constantin, Gd-duc de Russie ∞ Alexandra, Pcesse de Saxe-Altenbourg | Constantin, Gd-duc de Russie ∞ Alexandra, Pcesse de Saxe-Altenbourg | Constantin, Gd-duc de Russie ∞ Alexandra, Pcesse de Saxe-Altenbourg | Constantin, Gd-duc de Russie ∞ Alexandra, Pcesse de Saxe-Altenbourg |                                                     |                                                     |                               |                               |                                                      |                                                      |                                                      |                                                      |                                                      |                                                      |                                                   |                                                   |                                                   |                                                   |                                                   |                                                   | Christian IX, Roi de Danemark ∞ Louise, Pcesse de Hesse-Cassel | Christian IX, Roi de Danemark ∞ Louise, Pcesse de Hesse-Cassel | Christian IX, Roi de Danemark ∞ Louise, Pcesse de Hesse-Cassel  | Christian IX, Roi de Danemark ∞ Louise, Pcesse de Hesse-Cassel  | Christian IX, Roi de Danemark ∞ Louise, Pcesse de Hesse-Cassel  | Christian IX, Roi de Danemark ∞ Louise, Pcesse de Hesse-Cassel  |                                                                 |                                                                 |                                                            |                                                            |                                                                   |                                                                   |                                                                   |                                                                   |                                                                   |                                                                   |                                                           |                                                           |                                                                             |                                                                             |                                                                             |                                                                             |                                                                             |                                                                             |                                                                  |                                                                  |  |  |  |  |  |  |  |  |  |  |  |  |  |  |  |  |  |  |  |  |  |  |  |  |  |  |  |  |  |  |  |  |  |  |  |  |  |  |  |  |  |  |  |  |  |  |  |  |  |  |
|                                                                                |                                                                                |                                                                                |                                                                                |                                                                                |                                                                                |  |  |                                                                            |                                                                            |                                                                            |                                                                            |                                                                            |                                                                            |                          |                          |                                                                  |                                                                  |                                                                  |                                                                  |                                                                  |                                                                  |                                  |                                  |                                                           |                                                           |                                                           |                                                           |                                                           |                                                           |                                                                     |                                                                     |                                                                     |                                                                     |                                                                     |                                                                     |                                                     |                                                     |                               |                               |                                                      |                                                      |                                                      |                                                      |                                                      |                                                      |                                                   |                                                   |                                                   |                                                   |                                                   |                                                   |                                                                |                                                                |                                                                 |                                                                 |                                                                 |                                                                 |                                                                 |                                                                 |                                                            |                                                            |                                                                   |                                                                   |                                                                   |                                                                   |                                                                   |                                                                   |                                                           |                                                           |                                                                             |                                                                             |                                                                             |                                                                             |                                                                             |                                                                             |                                                                  |                                                                  |  |  |  |  |  |  |  |  |  |  |  |  |  |  |  |  |  |  |  |  |  |  |  |  |  |  |  |  |  |  |  |  |  |  |  |  |  |  |  |  |  |  |  |  |  |  |  |  |  |  |
|                                                                                |                                                                                |                                                                                |                                                                                |                                                                                |                                                                                |  |  |                                                                            |                                                                            |                                                                            |                                                                            |                                                                            |                                                                            |                          |                          |                                                                  |                                                                  |                                                                  |                                                                  |                                                                  |                                                                  |                                  |                                  |                                                           |                                                           |                                                           |                                                           |                                                           |                                                           |                                                                     |                                                                     |                                                                     |                                                                     |                                                                     |                                                                     |                                                     |                                                     |                               |                               |                                                      |                                                      |                                                      |                                                      |                                                      |                                                      |                                                   |                                                   |                                                   |                                                   |                                                   |                                                   |                                                                |                                                                |                                                                 |                                                                 |                                                                 |                                                                 |                                                                 |                                                                 |                                                            |                                                            |                                                                   |                                                                   |                                                                   |                                                                   |                                                                   |                                                                   |                                                           |                                                           |                                                                             |                                                                             |                                                                             |                                                                             |                                                                             |                                                                             |                                                                  |                                                                  |  |  |  |  |  |  |  |  |  |  |  |  |  |  |  |  |  |  |  |  |  |  |  |  |  |  |  |  |  |  |  |  |  |  |  |  |  |  |  |  |  |  |  |  |  |  |  |  |  |  |
| Frédéric III, Kaiser allemand                                                  | Frédéric III, Kaiser allemand                                                  | Frédéric III, Kaiser allemand                                                  | Frédéric III, Kaiser allemand                                                  | Frédéric III, Kaiser allemand                                                  | Frédéric III, Kaiser allemand                                                  |  |  | Victoria, Pcesse royale du Royaume-Uni                                     | Victoria, Pcesse royale du Royaume-Uni                                     | Victoria, Pcesse royale du Royaume-Uni                                     | Victoria, Pcesse royale du Royaume-Uni                                     | Victoria, Pcesse royale du Royaume-Uni                                     | Victoria, Pcesse royale du Royaume-Uni                                     |                          |                          |                                                                  |                                                                  |                                                                  |                                                                  |                                                                  |                                                                  |                                  |                                  |                                                           |                                                           |                                                           |                                                           |                                                           |                                                           | Olga Gde-Dsse de Russie                                             | Olga Gde-Dsse de Russie                                             | Olga Gde-Dsse de Russie                                             | Olga Gde-Dsse de Russie                                             | Olga Gde-Dsse de Russie                                             | Olga Gde-Dsse de Russie                                             |                                                     |                                                     | Georges Ier, Roi des Hellènes | Georges Ier, Roi des Hellènes | Georges Ier, Roi des Hellènes                        | Georges Ier, Roi des Hellènes                        | Georges Ier, Roi des Hellènes                        | Georges Ier, Roi des Hellènes                        |                                                      |                                                      |                                                   |                                                   |                                                   |                                                   |                                                   |                                                   |                                                                |                                                                | Alexandra, Pcesse de Danemark ∞ Édouard VII, Roi du Royaume-Uni | Alexandra, Pcesse de Danemark ∞ Édouard VII, Roi du Royaume-Uni | Alexandra, Pcesse de Danemark ∞ Édouard VII, Roi du Royaume-Uni | Alexandra, Pcesse de Danemark ∞ Édouard VII, Roi du Royaume-Uni | Alexandra, Pcesse de Danemark ∞ Édouard VII, Roi du Royaume-Uni | Alexandra, Pcesse de Danemark ∞ Édouard VII, Roi du Royaume-Uni |                                                            |                                                            | Dagmar, Pcesse de Danemark ∞ Alexandre III, Tsar de Russie        | Dagmar, Pcesse de Danemark ∞ Alexandre III, Tsar de Russie        | Dagmar, Pcesse de Danemark ∞ Alexandre III, Tsar de Russie        | Dagmar, Pcesse de Danemark ∞ Alexandre III, Tsar de Russie        | Dagmar, Pcesse de Danemark ∞ Alexandre III, Tsar de Russie        | Dagmar, Pcesse de Danemark ∞ Alexandre III, Tsar de Russie        |                                                           |                                                           | Frédéric VIII, Roi de Danemark ∞ Louise, Pcesse de Suède                    | Frédéric VIII, Roi de Danemark ∞ Louise, Pcesse de Suède                    | Frédéric VIII, Roi de Danemark ∞ Louise, Pcesse de Suède                    | Frédéric VIII, Roi de Danemark ∞ Louise, Pcesse de Suède                    | Frédéric VIII, Roi de Danemark ∞ Louise, Pcesse de Suède                    | Frédéric VIII, Roi de Danemark ∞ Louise, Pcesse de Suède                    |                                                                  |                                                                  |  |  |  |  |  |  |  |  |  |  |  |  |  |  |  |  |  |  |  |  |  |  |  |  |  |  |  |  |  |  |  |  |  |  |  |  |  |  |  |  |  |  |  |  |  |  |  |  |  |  |
| Frédéric III, Kaiser allemand                                                  | Frédéric III, Kaiser allemand                                                  | Frédéric III, Kaiser allemand                                                  | Frédéric III, Kaiser allemand                                                  | Frédéric III, Kaiser allemand                                                  | Frédéric III, Kaiser allemand                                                  |  |  | Victoria, Pcesse royale du Royaume-Uni                                     | Victoria, Pcesse royale du Royaume-Uni                                     | Victoria, Pcesse royale du Royaume-Uni                                     | Victoria, Pcesse royale du Royaume-Uni                                     | Victoria, Pcesse royale du Royaume-Uni                                     | Victoria, Pcesse royale du Royaume-Uni                                     |                          |                          |                                                                  |                                                                  |                                                                  |                                                                  |                                                                  |                                                                  |                                  |                                  |                                                           |                                                           |                                                           |                                                           |                                                           |                                                           | Olga Gde-Dsse de Russie                                             | Olga Gde-Dsse de Russie                                             | Olga Gde-Dsse de Russie                                             | Olga Gde-Dsse de Russie                                             | Olga Gde-Dsse de Russie                                             | Olga Gde-Dsse de Russie                                             |                                                     |                                                     | Georges Ier, Roi des Hellènes | Georges Ier, Roi des Hellènes | Georges Ier, Roi des Hellènes                        | Georges Ier, Roi des Hellènes                        | Georges Ier, Roi des Hellènes                        | Georges Ier, Roi des Hellènes                        |                                                      |                                                      |                                                   |                                                   |                                                   |                                                   |                                                   |                                                   |                                                                |                                                                | Alexandra, Pcesse de Danemark ∞ Édouard VII, Roi du Royaume-Uni | Alexandra, Pcesse de Danemark ∞ Édouard VII, Roi du Royaume-Uni | Alexandra, Pcesse de Danemark ∞ Édouard VII, Roi du Royaume-Uni | Alexandra, Pcesse de Danemark ∞ Édouard VII, Roi du Royaume-Uni | Alexandra, Pcesse de Danemark ∞ Édouard VII, Roi du Royaume-Uni | Alexandra, Pcesse de Danemark ∞ Édouard VII, Roi du Royaume-Uni |                                                            |                                                            | Dagmar, Pcesse de Danemark ∞ Alexandre III, Tsar de Russie        | Dagmar, Pcesse de Danemark ∞ Alexandre III, Tsar de Russie        | Dagmar, Pcesse de Danemark ∞ Alexandre III, Tsar de Russie        | Dagmar, Pcesse de Danemark ∞ Alexandre III, Tsar de Russie        | Dagmar, Pcesse de Danemark ∞ Alexandre III, Tsar de Russie        | Dagmar, Pcesse de Danemark ∞ Alexandre III, Tsar de Russie        |                                                           |                                                           | Frédéric VIII, Roi de Danemark ∞ Louise, Pcesse de Suède                    | Frédéric VIII, Roi de Danemark ∞ Louise, Pcesse de Suède                    | Frédéric VIII, Roi de Danemark ∞ Louise, Pcesse de Suède                    | Frédéric VIII, Roi de Danemark ∞ Louise, Pcesse de Suède                    | Frédéric VIII, Roi de Danemark ∞ Louise, Pcesse de Suède                    | Frédéric VIII, Roi de Danemark ∞ Louise, Pcesse de Suède                    |                                                                  |                                                                  |  |  |  |  |  |  |  |  |  |  |  |  |  |  |  |  |  |  |  |  |  |  |  |  |  |  |  |  |  |  |  |  |  |  |  |  |  |  |  |  |  |  |  |  |  |  |  |  |  |  |
|                                                                                |                                                                                |                                                                                |                                                                                |                                                                                |                                                                                |  |  |                                                                            |                                                                            |                                                                            |                                                                            |                                                                            |                                                                            |                          |                          |                                                                  |                                                                  |                                                                  |                                                                  |                                                                  |                                                                  |                                  |                                  |                                                           |                                                           |                                                           |                                                           |                                                           |                                                           |                                                                     |                                                                     |                                                                     |                                                                     |                                                                     |                                                                     |                                                     |                                                     |                               |                               |                                                      |                                                      |                                                      |                                                      |                                                      |                                                      |                                                   |                                                   |                                                   |                                                   |                                                   |                                                   |                                                                |                                                                |                                                                 |                                                                 |                                                                 |                                                                 |                                                                 |                                                                 |                                                            |                                                            |                                                                   |                                                                   |                                                                   |                                                                   |                                                                   |                                                                   |                                                           |                                                           |                                                                             |                                                                             |                                                                             |                                                                             |                                                                             |                                                                             |                                                                  |                                                                  |  |  |  |  |  |  |  |  |  |  |  |  |  |  |  |  |  |  |  |  |  |  |  |  |  |  |  |  |  |  |  |  |  |  |  |  |  |  |  |  |  |  |  |  |  |  |  |  |  |  |
|                                                                                |                                                                                |                                                                                |                                                                                |                                                                                |                                                                                |  |  |                                                                            |                                                                            |                                                                            |                                                                            |                                                                            |                                                                            |                          |                          |                                                                  |                                                                  |                                                                  |                                                                  |                                                                  |                                                                  |                                  |                                  |                                                           |                                                           |                                                           |                                                           |                                                           |                                                           |                                                                     |                                                                     |                                                                     |                                                                     |                                                                     |                                                                     |                                                     |                                                     |                               |                               |                                                      |                                                      |                                                      |                                                      |                                                      |                                                      |                                                   |                                                   |                                                   |                                                   |                                                   |                                                   |                                                                |                                                                |                                                                 |                                                                 |                                                                 |                                                                 |                                                                 |                                                                 |                                                            |                                                            |                                                                   |                                                                   |                                                                   |                                                                   |                                                                   |                                                                   |                                                           |                                                           |                                                                             |                                                                             |                                                                             |                                                                             |                                                                             |                                                                             |                                                                  |                                                                  |  |  |  |  |  |  |  |  |  |  |  |  |  |  |  |  |  |  |  |  |  |  |  |  |  |  |  |  |  |  |  |  |  |  |  |  |  |  |  |  |  |  |  |  |  |  |  |  |  |  |
|                                                                                |                                                                                |                                                                                |                                                                                |                                                                                |                                                                                |  |  |                                                                            |                                                                            |                                                                            |                                                                            |                                                                            |                                                                            |                          |                          |                                                                  |                                                                  |                                                                  |                                                                  |                                                                  |                                                                  |                                  |                                  |                                                           |                                                           |                                                           |                                                           |                                                           |                                                           |                                                                     |                                                                     |                                                                     |                                                                     |                                                                     |                                                                     |                                                     |                                                     |                               |                               |                                                      |                                                      |                                                      |                                                      |                                                      |                                                      |                                                   |                                                   |                                                   |                                                   |                                                   |                                                   |                                                                |                                                                |                                                                 |                                                                 |                                                                 |                                                                 |                                                                 |                                                                 |                                                            |                                                            |                                                                   |                                                                   |                                                                   |                                                                   |                                                                   |                                                                   |                                                           |                                                           |                                                                             |                                                                             |                                                                             |                                                                             |                                                                             |                                                                             |                                                                  |                                                                  |  |  |  |  |  |  |  |  |  |  |  |  |  |  |  |  |  |  |  |  |  |  |  |  |  |  |  |  |  |  |  |  |  |  |  |  |  |  |  |  |  |  |  |  |  |  |  |  |  |  |
| Guillaume II, Kaiser allemand ∞ Augusta-Victoria, Pcesse de Schleswig-Holstein | Guillaume II, Kaiser allemand ∞ Augusta-Victoria, Pcesse de Schleswig-Holstein | Guillaume II, Kaiser allemand ∞ Augusta-Victoria, Pcesse de Schleswig-Holstein | Guillaume II, Kaiser allemand ∞ Augusta-Victoria, Pcesse de Schleswig-Holstein | Guillaume II, Kaiser allemand ∞ Augusta-Victoria, Pcesse de Schleswig-Holstein | Guillaume II, Kaiser allemand ∞ Augusta-Victoria, Pcesse de Schleswig-Holstein |  |  |                                                                            |                                                                            |                                                                            |                                                                            |                                                                            |                                                                            | Sophie, Pcesse de Prusse | Sophie, Pcesse de Prusse | Sophie, Pcesse de Prusse                                         | Sophie, Pcesse de Prusse                                         | Sophie, Pcesse de Prusse                                         | Sophie, Pcesse de Prusse                                         |                                                                  |                                                                  | Constantin Ier, Roi des Hellènes | Constantin Ier, Roi des Hellènes | Constantin Ier, Roi des Hellènes                          | Constantin Ier, Roi des Hellènes                          | Constantin Ier, Roi des Hellènes                          | Constantin Ier, Roi des Hellènes                          |                                                           |                                                           |                                                                     |                                                                     |                                                                     |                                                                     |                                                                     |                                                                     |                                                     |                                                     |                               |                               |                                                      |                                                      |                                                      |                                                      |                                                      |                                                      | André, Pce de Grèce ∞ Alice, Pcesse de Battenberg | André, Pce de Grèce ∞ Alice, Pcesse de Battenberg | André, Pce de Grèce ∞ Alice, Pcesse de Battenberg | André, Pce de Grèce ∞ Alice, Pcesse de Battenberg | André, Pce de Grèce ∞ Alice, Pcesse de Battenberg | André, Pce de Grèce ∞ Alice, Pcesse de Battenberg |                                                                |                                                                | George V, Roi du Royaume-Uni ∞ Mary, Pcesse de Teck             | George V, Roi du Royaume-Uni ∞ Mary, Pcesse de Teck             | George V, Roi du Royaume-Uni ∞ Mary, Pcesse de Teck             | George V, Roi du Royaume-Uni ∞ Mary, Pcesse de Teck             | George V, Roi du Royaume-Uni ∞ Mary, Pcesse de Teck             | George V, Roi du Royaume-Uni ∞ Mary, Pcesse de Teck             |                                                            |                                                            | Nicolas II, Tsar de Russie ∞ Alexandra, Pcesse de Hesse-Darmstadt | Nicolas II, Tsar de Russie ∞ Alexandra, Pcesse de Hesse-Darmstadt | Nicolas II, Tsar de Russie ∞ Alexandra, Pcesse de Hesse-Darmstadt | Nicolas II, Tsar de Russie ∞ Alexandra, Pcesse de Hesse-Darmstadt | Nicolas II, Tsar de Russie ∞ Alexandra, Pcesse de Hesse-Darmstadt | Nicolas II, Tsar de Russie ∞ Alexandra, Pcesse de Hesse-Darmstadt |                                                           |                                                           | Christian X, Roi de Danemark ∞ Alexandrine, Pcesse de Mecklembourg-Schwerin | Christian X, Roi de Danemark ∞ Alexandrine, Pcesse de Mecklembourg-Schwerin | Christian X, Roi de Danemark ∞ Alexandrine, Pcesse de Mecklembourg-Schwerin | Christian X, Roi de Danemark ∞ Alexandrine, Pcesse de Mecklembourg-Schwerin | Christian X, Roi de Danemark ∞ Alexandrine, Pcesse de Mecklembourg-Schwerin | Christian X, Roi de Danemark ∞ Alexandrine, Pcesse de Mecklembourg-Schwerin |                                                                  |                                                                  |  |  |  |  |  |  |  |  |  |  |  |  |  |  |  |  |  |  |  |  |  |  |  |  |  |  |  |  |  |  |  |  |  |  |  |  |  |  |  |  |  |  |  |  |  |  |  |  |  |  |
| Guillaume II, Kaiser allemand ∞ Augusta-Victoria, Pcesse de Schleswig-Holstein | Guillaume II, Kaiser allemand ∞ Augusta-Victoria, Pcesse de Schleswig-Holstein | Guillaume II, Kaiser allemand ∞ Augusta-Victoria, Pcesse de Schleswig-Holstein | Guillaume II, Kaiser allemand ∞ Augusta-Victoria, Pcesse de Schleswig-Holstein | Guillaume II, Kaiser allemand ∞ Augusta-Victoria, Pcesse de Schleswig-Holstein | Guillaume II, Kaiser allemand ∞ Augusta-Victoria, Pcesse de Schleswig-Holstein |  |  |                                                                            |                                                                            |                                                                            |                                                                            |                                                                            |                                                                            | Sophie, Pcesse de Prusse | Sophie, Pcesse de Prusse | Sophie, Pcesse de Prusse                                         | Sophie, Pcesse de Prusse                                         | Sophie, Pcesse de Prusse                                         | Sophie, Pcesse de Prusse                                         |                                                                  |                                                                  | Constantin Ier, Roi des Hellènes | Constantin Ier, Roi des Hellènes | Constantin Ier, Roi des Hellènes                          | Constantin Ier, Roi des Hellènes                          | Constantin Ier, Roi des Hellènes                          | Constantin Ier, Roi des Hellènes                          |                                                           |                                                           |                                                                     |                                                                     |                                                                     |                                                                     |                                                                     |                                                                     |                                                     |                                                     |                               |                               |                                                      |                                                      |                                                      |                                                      |                                                      |                                                      | André, Pce de Grèce ∞ Alice, Pcesse de Battenberg | André, Pce de Grèce ∞ Alice, Pcesse de Battenberg | André, Pce de Grèce ∞ Alice, Pcesse de Battenberg | André, Pce de Grèce ∞ Alice, Pcesse de Battenberg | André, Pce de Grèce ∞ Alice, Pcesse de Battenberg | André, Pce de Grèce ∞ Alice, Pcesse de Battenberg |                                                                |                                                                | George V, Roi du Royaume-Uni ∞ Mary, Pcesse de Teck             | George V, Roi du Royaume-Uni ∞ Mary, Pcesse de Teck             | George V, Roi du Royaume-Uni ∞ Mary, Pcesse de Teck             | George V, Roi du Royaume-Uni ∞ Mary, Pcesse de Teck             | George V, Roi du Royaume-Uni ∞ Mary, Pcesse de Teck             | George V, Roi du Royaume-Uni ∞ Mary, Pcesse de Teck             |                                                            |                                                            | Nicolas II, Tsar de Russie ∞ Alexandra, Pcesse de Hesse-Darmstadt | Nicolas II, Tsar de Russie ∞ Alexandra, Pcesse de Hesse-Darmstadt | Nicolas II, Tsar de Russie ∞ Alexandra, Pcesse de Hesse-Darmstadt | Nicolas II, Tsar de Russie ∞ Alexandra, Pcesse de Hesse-Darmstadt | Nicolas II, Tsar de Russie ∞ Alexandra, Pcesse de Hesse-Darmstadt | Nicolas II, Tsar de Russie ∞ Alexandra, Pcesse de Hesse-Darmstadt |                                                           |                                                           | Christian X, Roi de Danemark ∞ Alexandrine, Pcesse de Mecklembourg-Schwerin | Christian X, Roi de Danemark ∞ Alexandrine, Pcesse de Mecklembourg-Schwerin | Christian X, Roi de Danemark ∞ Alexandrine, Pcesse de Mecklembourg-Schwerin | Christian X, Roi de Danemark ∞ Alexandrine, Pcesse de Mecklembourg-Schwerin | Christian X, Roi de Danemark ∞ Alexandrine, Pcesse de Mecklembourg-Schwerin | Christian X, Roi de Danemark ∞ Alexandrine, Pcesse de Mecklembourg-Schwerin |                                                                  |                                                                  |  |  |  |  |  |  |  |  |  |  |  |  |  |  |  |  |  |  |  |  |  |  |  |  |  |  |  |  |  |  |  |  |  |  |  |  |  |  |  |  |  |  |  |  |  |  |  |  |  |  |
|                                                                                |                                                                                |                                                                                |                                                                                |                                                                                |                                                                                |  |  |                                                                            |                                                                            |                                                                            |                                                                            |                                                                            |                                                                            |                          |                          |                                                                  |                                                                  |                                                                  |                                                                  |                                                                  |                                                                  |                                  |                                  |                                                           |                                                           |                                                           |                                                           |                                                           |                                                           |                                                                     |                                                                     |                                                                     |                                                                     |                                                                     |                                                                     |                                                     |                                                     |                               |                               |                                                      |                                                      |                                                      |                                                      |                                                      |                                                      |                                                   |                                                   |                                                   |                                                   |                                                   |                                                   |                                                                |                                                                |                                                                 |                                                                 |                                                                 |                                                                 |                                                                 |                                                                 |                                                            |                                                            |                                                                   |                                                                   |                                                                   |                                                                   |                                                                   |                                                                   |                                                           |                                                           |                                                                             |                                                                             |                                                                             |                                                                             |                                                                             |                                                                             |                                                                  |                                                                  |  |  |  |  |  |  |  |  |  |  |  |  |  |  |  |  |  |  |  |  |  |  |  |  |  |  |  |  |  |  |  |  |  |  |  |  |  |  |  |  |  |  |  |  |  |  |  |  |  |  |
|                                                                                |                                                                                |                                                                                |                                                                                |                                                                                |                                                                                |  |  |                                                                            |                                                                            |                                                                            |                                                                            |                                                                            |                                                                            |                          |                          |                                                                  |                                                                  |                                                                  |                                                                  |                                                                  |                                                                  |                                  |                                  |                                                           |                                                           |                                                           |                                                           |                                                           |                                                           |                                                                     |                                                                     |                                                                     |                                                                     |                                                                     |                                                                     |                                                     |                                                     |                               |                               |                                                      |                                                      |                                                      |                                                      |                                                      |                                                      |                                                   |                                                   |                                                   |                                                   |                                                   |                                                   |                                                                |                                                                |                                                                 |                                                                 |                                                                 |                                                                 |                                                                 |                                                                 |                                                            |                                                            |                                                                   |                                                                   |                                                                   |                                                                   |                                                                   |                                                                   |                                                           |                                                           |                                                                             |                                                                             |                                                                             |                                                                             |                                                                             |                                                                             |                                                                  |                                                                  |  |  |  |  |  |  |  |  |  |  |  |  |  |  |  |  |  |  |  |  |  |  |  |  |  |  |  |  |  |  |  |  |  |  |  |  |  |  |  |  |  |  |  |  |  |  |  |  |  |  |
|                                                                                |                                                                                |                                                                                |                                                                                |                                                                                |                                                                                |  |  |                                                                            |                                                                            |                                                                            |                                                                            |                                                                            |                                                                            |                          |                          |                                                                  |                                                                  |                                                                  |                                                                  |                                                                  |                                                                  |                                  |                                  |                                                           |                                                           |                                                           |                                                           |                                                           |                                                           |                                                                     |                                                                     |                                                                     |                                                                     |                                                                     |                                                                     |                                                     |                                                     |                               |                               |                                                      |                                                      |                                                      |                                                      |                                                      |                                                      |                                                   |                                                   |                                                   |                                                   |                                                   |                                                   |                                                                |                                                                |                                                                 |                                                                 |                                                                 |                                                                 |                                                                 |                                                                 |                                                            |                                                            |                                                                   |                                                                   |                                                                   |                                                                   |                                                                   |                                                                   |                                                           |                                                           |                                                                             |                                                                             |                                                                             |                                                                             |                                                                             |                                                                             |                                                                  |                                                                  |  |  |  |  |  |  |  |  |  |  |  |  |  |  |  |  |  |  |  |  |  |  |  |  |  |  |  |  |  |  |  |  |  |  |  |  |  |  |  |  |  |  |  |  |  |  |  |  |  |  |
| Victoria-Louise, Pcesse allemande ∞ Ernest-Auguste, Duc de Brunswick           | Victoria-Louise, Pcesse allemande ∞ Ernest-Auguste, Duc de Brunswick           | Victoria-Louise, Pcesse allemande ∞ Ernest-Auguste, Duc de Brunswick           | Victoria-Louise, Pcesse allemande ∞ Ernest-Auguste, Duc de Brunswick           | Victoria-Louise, Pcesse allemande ∞ Ernest-Auguste, Duc de Brunswick           | Victoria-Louise, Pcesse allemande ∞ Ernest-Auguste, Duc de Brunswick           |  |  | Alexandre Ier, Roi des Hellènes ∞ Aspasía Mános                            | Alexandre Ier, Roi des Hellènes ∞ Aspasía Mános                            | Alexandre Ier, Roi des Hellènes ∞ Aspasía Mános                            | Alexandre Ier, Roi des Hellènes ∞ Aspasía Mános                            | Alexandre Ier, Roi des Hellènes ∞ Aspasía Mános                            | Alexandre Ier, Roi des Hellènes ∞ Aspasía Mános                            |                          |                          | Georges II, Roi des Hellènes ∞ Élisabeth, Pcesse de Roumanie     | Georges II, Roi des Hellènes ∞ Élisabeth, Pcesse de Roumanie     | Georges II, Roi des Hellènes ∞ Élisabeth, Pcesse de Roumanie     | Georges II, Roi des Hellènes ∞ Élisabeth, Pcesse de Roumanie     | Georges II, Roi des Hellènes ∞ Élisabeth, Pcesse de Roumanie     | Georges II, Roi des Hellènes ∞ Élisabeth, Pcesse de Roumanie     |                                  |                                  | Paul Ier, Roi des Hellènes ∞ Frederika, Pcesse de Hanovre | Paul Ier, Roi des Hellènes ∞ Frederika, Pcesse de Hanovre | Paul Ier, Roi des Hellènes ∞ Frederika, Pcesse de Hanovre | Paul Ier, Roi des Hellènes ∞ Frederika, Pcesse de Hanovre | Paul Ier, Roi des Hellènes ∞ Frederika, Pcesse de Hanovre | Paul Ier, Roi des Hellènes ∞ Frederika, Pcesse de Hanovre |                                                                     |                                                                     | Hélène, Pcesse de Grèce ∞ Carol II, Roi de Roumanie                 | Hélène, Pcesse de Grèce ∞ Carol II, Roi de Roumanie                 | Hélène, Pcesse de Grèce ∞ Carol II, Roi de Roumanie                 | Hélène, Pcesse de Grèce ∞ Carol II, Roi de Roumanie                 | Hélène, Pcesse de Grèce ∞ Carol II, Roi de Roumanie | Hélène, Pcesse de Grèce ∞ Carol II, Roi de Roumanie |                               |                               | Irène, Pcesse de Grèce ∞ Tomislav II, Roi de Croatie | Irène, Pcesse de Grèce ∞ Tomislav II, Roi de Croatie | Irène, Pcesse de Grèce ∞ Tomislav II, Roi de Croatie | Irène, Pcesse de Grèce ∞ Tomislav II, Roi de Croatie | Irène, Pcesse de Grèce ∞ Tomislav II, Roi de Croatie | Irène, Pcesse de Grèce ∞ Tomislav II, Roi de Croatie |                                                   |                                                   |                                                   |                                                   |                                                   |                                                   |                                                                |                                                                |                                                                 |                                                                 | George VI, Roi du Royaume-Uni ∞ Elizabeth, Lady Bowes-Lyon      | George VI, Roi du Royaume-Uni ∞ Elizabeth, Lady Bowes-Lyon      | George VI, Roi du Royaume-Uni ∞ Elizabeth, Lady Bowes-Lyon      | George VI, Roi du Royaume-Uni ∞ Elizabeth, Lady Bowes-Lyon      | George VI, Roi du Royaume-Uni ∞ Elizabeth, Lady Bowes-Lyon | George VI, Roi du Royaume-Uni ∞ Elizabeth, Lady Bowes-Lyon |                                                                   |                                                                   |                                                                   |                                                                   |                                                                   |                                                                   | Frédéric IX, Roi de Danemark ∞ Ingrid, Pcesse de Suède    | Frédéric IX, Roi de Danemark ∞ Ingrid, Pcesse de Suède    | Frédéric IX, Roi de Danemark ∞ Ingrid, Pcesse de Suède                      | Frédéric IX, Roi de Danemark ∞ Ingrid, Pcesse de Suède                      | Frédéric IX, Roi de Danemark ∞ Ingrid, Pcesse de Suède                      | Frédéric IX, Roi de Danemark ∞ Ingrid, Pcesse de Suède                      |                                                                             |                                                                             |                                                                  |                                                                  |  |  |  |  |  |  |  |  |  |  |  |  |  |  |  |  |  |  |  |  |  |  |  |  |  |  |  |  |  |  |  |  |  |  |  |  |  |  |  |  |  |  |  |  |  |  |  |  |  |  |
| Victoria-Louise, Pcesse allemande ∞ Ernest-Auguste, Duc de Brunswick           | Victoria-Louise, Pcesse allemande ∞ Ernest-Auguste, Duc de Brunswick           | Victoria-Louise, Pcesse allemande ∞ Ernest-Auguste, Duc de Brunswick           | Victoria-Louise, Pcesse allemande ∞ Ernest-Auguste, Duc de Brunswick           | Victoria-Louise, Pcesse allemande ∞ Ernest-Auguste, Duc de Brunswick           | Victoria-Louise, Pcesse allemande ∞ Ernest-Auguste, Duc de Brunswick           |  |  | Alexandre Ier, Roi des Hellènes ∞ Aspasía Mános                            | Alexandre Ier, Roi des Hellènes ∞ Aspasía Mános                            | Alexandre Ier, Roi des Hellènes ∞ Aspasía Mános                            | Alexandre Ier, Roi des Hellènes ∞ Aspasía Mános                            | Alexandre Ier, Roi des Hellènes ∞ Aspasía Mános                            | Alexandre Ier, Roi des Hellènes ∞ Aspasía Mános                            |                          |                          | Georges II, Roi des Hellènes ∞ Élisabeth, Pcesse de Roumanie     | Georges II, Roi des Hellènes ∞ Élisabeth, Pcesse de Roumanie     | Georges II, Roi des Hellènes ∞ Élisabeth, Pcesse de Roumanie     | Georges II, Roi des Hellènes ∞ Élisabeth, Pcesse de Roumanie     | Georges II, Roi des Hellènes ∞ Élisabeth, Pcesse de Roumanie     | Georges II, Roi des Hellènes ∞ Élisabeth, Pcesse de Roumanie     |                                  |                                  | Paul Ier, Roi des Hellènes ∞ Frederika, Pcesse de Hanovre | Paul Ier, Roi des Hellènes ∞ Frederika, Pcesse de Hanovre | Paul Ier, Roi des Hellènes ∞ Frederika, Pcesse de Hanovre | Paul Ier, Roi des Hellènes ∞ Frederika, Pcesse de Hanovre | Paul Ier, Roi des Hellènes ∞ Frederika, Pcesse de Hanovre | Paul Ier, Roi des Hellènes ∞ Frederika, Pcesse de Hanovre |                                                                     |                                                                     | Hélène, Pcesse de Grèce ∞ Carol II, Roi de Roumanie                 | Hélène, Pcesse de Grèce ∞ Carol II, Roi de Roumanie                 | Hélène, Pcesse de Grèce ∞ Carol II, Roi de Roumanie                 | Hélène, Pcesse de Grèce ∞ Carol II, Roi de Roumanie                 | Hélène, Pcesse de Grèce ∞ Carol II, Roi de Roumanie | Hélène, Pcesse de Grèce ∞ Carol II, Roi de Roumanie |                               |                               | Irène, Pcesse de Grèce ∞ Tomislav II, Roi de Croatie | Irène, Pcesse de Grèce ∞ Tomislav II, Roi de Croatie | Irène, Pcesse de Grèce ∞ Tomislav II, Roi de Croatie | Irène, Pcesse de Grèce ∞ Tomislav II, Roi de Croatie | Irène, Pcesse de Grèce ∞ Tomislav II, Roi de Croatie | Irène, Pcesse de Grèce ∞ Tomislav II, Roi de Croatie |                                                   |                                                   |                                                   |                                                   |                                                   |                                                   |                                                                |                                                                |                                                                 |                                                                 | George VI, Roi du Royaume-Uni ∞ Elizabeth, Lady Bowes-Lyon      | George VI, Roi du Royaume-Uni ∞ Elizabeth, Lady Bowes-Lyon      | George VI, Roi du Royaume-Uni ∞ Elizabeth, Lady Bowes-Lyon      | George VI, Roi du Royaume-Uni ∞ Elizabeth, Lady Bowes-Lyon      | George VI, Roi du Royaume-Uni ∞ Elizabeth, Lady Bowes-Lyon | George VI, Roi du Royaume-Uni ∞ Elizabeth, Lady Bowes-Lyon |                                                                   |                                                                   |                                                                   |                                                                   |                                                                   |                                                                   | Frédéric IX, Roi de Danemark ∞ Ingrid, Pcesse de Suède    | Frédéric IX, Roi de Danemark ∞ Ingrid, Pcesse de Suède    | Frédéric IX, Roi de Danemark ∞ Ingrid, Pcesse de Suède                      | Frédéric IX, Roi de Danemark ∞ Ingrid, Pcesse de Suède                      | Frédéric IX, Roi de Danemark ∞ Ingrid, Pcesse de Suède                      | Frédéric IX, Roi de Danemark ∞ Ingrid, Pcesse de Suède                      |                                                                             |                                                                             |                                                                  |                                                                  |  |  |  |  |  |  |  |  |  |  |  |  |  |  |  |  |  |  |  |  |  |  |  |  |  |  |  |  |  |  |  |  |  |  |  |  |  |  |  |  |  |  |  |  |  |  |  |  |  |  |
|                                                                                |                                                                                |                                                                                |                                                                                |                                                                                |                                                                                |  |  |                                                                            |                                                                            |                                                                            |                                                                            |                                                                            |                                                                            |                          |                          |                                                                  |                                                                  |                                                                  |                                                                  |                                                                  |                                                                  |                                  |                                  |                                                           |                                                           |                                                           |                                                           |                                                           |                                                           |                                                                     |                                                                     |                                                                     |                                                                     |                                                                     |                                                                     |                                                     |                                                     |                               |                               |                                                      |                                                      |                                                      |                                                      |                                                      |                                                      |                                                   |                                                   |                                                   |                                                   |                                                   |                                                   |                                                                |                                                                |                                                                 |                                                                 |                                                                 |                                                                 |                                                                 |                                                                 |                                                            |                                                            |                                                                   |                                                                   |                                                                   |                                                                   |                                                                   |                                                                   |                                                           |                                                           |                                                                             |                                                                             |                                                                             |                                                                             |                                                                             |                                                                             |                                                                  |                                                                  |  |  |  |  |  |  |  |  |  |  |  |  |  |  |  |  |  |  |  |  |  |  |  |  |  |  |  |  |  |  |  |  |  |  |  |  |  |  |  |  |  |  |  |  |  |  |  |  |  |  |
|                                                                                |                                                                                |                                                                                |                                                                                |                                                                                |                                                                                |  |  |                                                                            |                                                                            |                                                                            |                                                                            |                                                                            |                                                                            |                          |                          |                                                                  |                                                                  |                                                                  |                                                                  |                                                                  |                                                                  |                                  |                                  |                                                           |                                                           |                                                           |                                                           |                                                           |                                                           |                                                                     |                                                                     |                                                                     |                                                                     |                                                                     |                                                                     |                                                     |                                                     |                               |                               |                                                      |                                                      |                                                      |                                                      |                                                      |                                                      |                                                   |                                                   |                                                   |                                                   |                                                   |                                                   |                                                                |                                                                |                                                                 |                                                                 |                                                                 |                                                                 |                                                                 |                                                                 |                                                            |                                                            |                                                                   |                                                                   |                                                                   |                                                                   |                                                                   |                                                                   |                                                           |                                                           |                                                                             |                                                                             |                                                                             |                                                                             |                                                                             |                                                                             |                                                                  |                                                                  |  |  |  |  |  |  |  |  |  |  |  |  |  |  |  |  |  |  |  |  |  |  |  |  |  |  |  |  |  |  |  |  |  |  |  |  |  |  |  |  |  |  |  |  |  |  |  |  |  |  |
| Frederika, Pcesse de Hanovre ∞ Paul Ier, Roi des Hellènes                      | Frederika, Pcesse de Hanovre ∞ Paul Ier, Roi des Hellènes                      | Frederika, Pcesse de Hanovre ∞ Paul Ier, Roi des Hellènes                      | Frederika, Pcesse de Hanovre ∞ Paul Ier, Roi des Hellènes                      | Frederika, Pcesse de Hanovre ∞ Paul Ier, Roi des Hellènes                      | Frederika, Pcesse de Hanovre ∞ Paul Ier, Roi des Hellènes                      |  |  | Alexandra, Pcesse de Grèce ∞ Pierre II, Roi de Yougoslavie                 | Alexandra, Pcesse de Grèce ∞ Pierre II, Roi de Yougoslavie                 | Alexandra, Pcesse de Grèce ∞ Pierre II, Roi de Yougoslavie                 | Alexandra, Pcesse de Grèce ∞ Pierre II, Roi de Yougoslavie                 | Alexandra, Pcesse de Grèce ∞ Pierre II, Roi de Yougoslavie                 | Alexandra, Pcesse de Grèce ∞ Pierre II, Roi de Yougoslavie                 |                          |                          | Constantin II, Roi des Hellènes ∞ Anne-Marie, Pcesse de Danemark | Constantin II, Roi des Hellènes ∞ Anne-Marie, Pcesse de Danemark | Constantin II, Roi des Hellènes ∞ Anne-Marie, Pcesse de Danemark | Constantin II, Roi des Hellènes ∞ Anne-Marie, Pcesse de Danemark | Constantin II, Roi des Hellènes ∞ Anne-Marie, Pcesse de Danemark | Constantin II, Roi des Hellènes ∞ Anne-Marie, Pcesse de Danemark |                                  |                                  | Sophie, Pcesse de Grèce ∞ Juan Carlos Ier, Roi d'Espagne  | Sophie, Pcesse de Grèce ∞ Juan Carlos Ier, Roi d'Espagne  | Sophie, Pcesse de Grèce ∞ Juan Carlos Ier, Roi d'Espagne  | Sophie, Pcesse de Grèce ∞ Juan Carlos Ier, Roi d'Espagne  | Sophie, Pcesse de Grèce ∞ Juan Carlos Ier, Roi d'Espagne  | Sophie, Pcesse de Grèce ∞ Juan Carlos Ier, Roi d'Espagne  |                                                                     |                                                                     | Michel Ier, Roi de Roumanie ∞ Anne, Pcesse de Parme                 | Michel Ier, Roi de Roumanie ∞ Anne, Pcesse de Parme                 | Michel Ier, Roi de Roumanie ∞ Anne, Pcesse de Parme                 | Michel Ier, Roi de Roumanie ∞ Anne, Pcesse de Parme                 | Michel Ier, Roi de Roumanie ∞ Anne, Pcesse de Parme | Michel Ier, Roi de Roumanie ∞ Anne, Pcesse de Parme |                               |                               | Amédée, Duc d'Aoste ∞ Claude, Pcesse d'Orléans       | Amédée, Duc d'Aoste ∞ Claude, Pcesse d'Orléans       | Amédée, Duc d'Aoste ∞ Claude, Pcesse d'Orléans       | Amédée, Duc d'Aoste ∞ Claude, Pcesse d'Orléans       | Amédée, Duc d'Aoste ∞ Claude, Pcesse d'Orléans       | Amédée, Duc d'Aoste ∞ Claude, Pcesse d'Orléans       |                                                   |                                                   | Philip, Duc d'Édimbourg                           | Philip, Duc d'Édimbourg                           | Philip, Duc d'Édimbourg                           | Philip, Duc d'Édimbourg                           | Philip, Duc d'Édimbourg                                        | Philip, Duc d'Édimbourg                                        |                                                                 |                                                                 | Élisabeth II, Reine du Royaume-Uni                              | Élisabeth II, Reine du Royaume-Uni                              | Élisabeth II, Reine du Royaume-Uni                              | Élisabeth II, Reine du Royaume-Uni                              | Élisabeth II, Reine du Royaume-Uni                         | Élisabeth II, Reine du Royaume-Uni                         |                                                                   |                                                                   | Margrethe II, Reine de Danemark ∞ Henri, Cte de Montpezat         | Margrethe II, Reine de Danemark ∞ Henri, Cte de Montpezat         | Margrethe II, Reine de Danemark ∞ Henri, Cte de Montpezat         | Margrethe II, Reine de Danemark ∞ Henri, Cte de Montpezat         | Margrethe II, Reine de Danemark ∞ Henri, Cte de Montpezat | Margrethe II, Reine de Danemark ∞ Henri, Cte de Montpezat |                                                                             |                                                                             | Anne-Marie, Pcesse de Danemark ∞ Constantin II, Roi des Hellènes            | Anne-Marie, Pcesse de Danemark ∞ Constantin II, Roi des Hellènes            | Anne-Marie, Pcesse de Danemark ∞ Constantin II, Roi des Hellènes            | Anne-Marie, Pcesse de Danemark ∞ Constantin II, Roi des Hellènes            | Anne-Marie, Pcesse de Danemark ∞ Constantin II, Roi des Hellènes | Anne-Marie, Pcesse de Danemark ∞ Constantin II, Roi des Hellènes |  |  |  |  |  |  |  |  |  |  |  |  |  |  |  |  |  |  |  |  |  |  |  |  |  |  |  |  |  |  |  |  |  |  |  |  |  |  |  |  |  |  |  |  |  |  |  |  |  |  |
| Frederika, Pcesse de Hanovre ∞ Paul Ier, Roi des Hellènes                      | Frederika, Pcesse de Hanovre ∞ Paul Ier, Roi des Hellènes                      | Frederika, Pcesse de Hanovre ∞ Paul Ier, Roi des Hellènes                      | Frederika, Pcesse de Hanovre ∞ Paul Ier, Roi des Hellènes                      | Frederika, Pcesse de Hanovre ∞ Paul Ier, Roi des Hellènes                      | Frederika, Pcesse de Hanovre ∞ Paul Ier, Roi des Hellènes                      |  |  | Alexandra, Pcesse de Grèce ∞ Pierre II, Roi de Yougoslavie                 | Alexandra, Pcesse de Grèce ∞ Pierre II, Roi de Yougoslavie                 | Alexandra, Pcesse de Grèce ∞ Pierre II, Roi de Yougoslavie                 | Alexandra, Pcesse de Grèce ∞ Pierre II, Roi de Yougoslavie                 | Alexandra, Pcesse de Grèce ∞ Pierre II, Roi de Yougoslavie                 | Alexandra, Pcesse de Grèce ∞ Pierre II, Roi de Yougoslavie                 |                          |                          | Constantin II, Roi des Hellènes ∞ Anne-Marie, Pcesse de Danemark | Constantin II, Roi des Hellènes ∞ Anne-Marie, Pcesse de Danemark | Constantin II, Roi des Hellènes ∞ Anne-Marie, Pcesse de Danemark | Constantin II, Roi des Hellènes ∞ Anne-Marie, Pcesse de Danemark | Constantin II, Roi des Hellènes ∞ Anne-Marie, Pcesse de Danemark | Constantin II, Roi des Hellènes ∞ Anne-Marie, Pcesse de Danemark |                                  |                                  | Sophie, Pcesse de Grèce ∞ Juan Carlos Ier, Roi d'Espagne  | Sophie, Pcesse de Grèce ∞ Juan Carlos Ier, Roi d'Espagne  | Sophie, Pcesse de Grèce ∞ Juan Carlos Ier, Roi d'Espagne  | Sophie, Pcesse de Grèce ∞ Juan Carlos Ier, Roi d'Espagne  | Sophie, Pcesse de Grèce ∞ Juan Carlos Ier, Roi d'Espagne  | Sophie, Pcesse de Grèce ∞ Juan Carlos Ier, Roi d'Espagne  |                                                                     |                                                                     | Michel Ier, Roi de Roumanie ∞ Anne, Pcesse de Parme                 | Michel Ier, Roi de Roumanie ∞ Anne, Pcesse de Parme                 | Michel Ier, Roi de Roumanie ∞ Anne, Pcesse de Parme                 | Michel Ier, Roi de Roumanie ∞ Anne, Pcesse de Parme                 | Michel Ier, Roi de Roumanie ∞ Anne, Pcesse de Parme | Michel Ier, Roi de Roumanie ∞ Anne, Pcesse de Parme |                               |                               | Amédée, Duc d'Aoste ∞ Claude, Pcesse d'Orléans       | Amédée, Duc d'Aoste ∞ Claude, Pcesse d'Orléans       | Amédée, Duc d'Aoste ∞ Claude, Pcesse d'Orléans       | Amédée, Duc d'Aoste ∞ Claude, Pcesse d'Orléans       | Amédée, Duc d'Aoste ∞ Claude, Pcesse d'Orléans       | Amédée, Duc d'Aoste ∞ Claude, Pcesse d'Orléans       |                                                   |                                                   | Philip, Duc d'Édimbourg                           | Philip, Duc d'Édimbourg                           | Philip, Duc d'Édimbourg                           | Philip, Duc d'Édimbourg                           | Philip, Duc d'Édimbourg                                        | Philip, Duc d'Édimbourg                                        |                                                                 |                                                                 | Élisabeth II, Reine du Royaume-Uni                              | Élisabeth II, Reine du Royaume-Uni                              | Élisabeth II, Reine du Royaume-Uni                              | Élisabeth II, Reine du Royaume-Uni                              | Élisabeth II, Reine du Royaume-Uni                         | Élisabeth II, Reine du Royaume-Uni                         |                                                                   |                                                                   | Margrethe II, Reine de Danemark ∞ Henri, Cte de Montpezat         | Margrethe II, Reine de Danemark ∞ Henri, Cte de Montpezat         | Margrethe II, Reine de Danemark ∞ Henri, Cte de Montpezat         | Margrethe II, Reine de Danemark ∞ Henri, Cte de Montpezat         | Margrethe II, Reine de Danemark ∞ Henri, Cte de Montpezat | Margrethe II, Reine de Danemark ∞ Henri, Cte de Montpezat |                                                                             |                                                                             | Anne-Marie, Pcesse de Danemark ∞ Constantin II, Roi des Hellènes            | Anne-Marie, Pcesse de Danemark ∞ Constantin II, Roi des Hellènes            | Anne-Marie, Pcesse de Danemark ∞ Constantin II, Roi des Hellènes            | Anne-Marie, Pcesse de Danemark ∞ Constantin II, Roi des Hellènes            | Anne-Marie, Pcesse de Danemark ∞ Constantin II, Roi des Hellènes | Anne-Marie, Pcesse de Danemark ∞ Constantin II, Roi des Hellènes |  |  |  |  |  |  |  |  |  |  |  |  |  |  |  |  |  |  |  |  |  |  |  |  |  |  |  |  |  |  |  |  |  |  |  |  |  |  |  |  |  |  |  |  |  |  |  |  |  |  |
|                                                                                |                                                                                |                                                                                |                                                                                |                                                                                |                                                                                |  |  |                                                                            |                                                                            |                                                                            |                                                                            |                                                                            |                                                                            |                          |                          |                                                                  |                                                                  |                                                                  |                                                                  |                                                                  |                                                                  |                                  |                                  |                                                           |                                                           |                                                           |                                                           |                                                           |                                                           |                                                                     |                                                                     |                                                                     |                                                                     |                                                                     |                                                                     |                                                     |                                                     |                               |                               |                                                      |                                                      |                                                      |                                                      |                                                      |                                                      |                                                   |                                                   |                                                   |                                                   |                                                   |                                                   |                                                                |                                                                |                                                                 |                                                                 |                                                                 |                                                                 |                                                                 |                                                                 |                                                            |                                                            |                                                                   |                                                                   |                                                                   |                                                                   |                                                                   |                                                                   |                                                           |                                                           |                                                                             |                                                                             |                                                                             |                                                                             |                                                                             |                                                                             |                                                                  |                                                                  |  |  |  |  |  |  |  |  |  |  |  |  |  |  |  |  |  |  |  |  |  |  |  |  |  |  |  |  |  |  |  |  |  |  |  |  |  |  |  |  |  |  |  |  |  |  |  |  |  |  |
|                                                                                |                                                                                |                                                                                |                                                                                |                                                                                |                                                                                |  |  |                                                                            |                                                                            |                                                                            |                                                                            |                                                                            |                                                                            |                          |                          |                                                                  |                                                                  |                                                                  |                                                                  |                                                                  |                                                                  |                                  |                                  |                                                           |                                                           |                                                           |                                                           |                                                           |                                                           |                                                                     |                                                                     |                                                                     |                                                                     |                                                                     |                                                                     |                                                     |                                                     |                               |                               |                                                      |                                                      |                                                      |                                                      |                                                      |                                                      |                                                   |                                                   |                                                   |                                                   |                                                   |                                                   |                                                                |                                                                |                                                                 |                                                                 |                                                                 |                                                                 |                                                                 |                                                                 |                                                            |                                                            |                                                                   |                                                                   |                                                                   |                                                                   |                                                                   |                                                                   |                                                           |                                                           |                                                                             |                                                                             |                                                                             |                                                                             |                                                                             |                                                                             |                                                                  |                                                                  |  |  |  |  |  |  |  |  |  |  |  |  |  |  |  |  |  |  |  |  |  |  |  |  |  |  |  |  |  |  |  |  |  |  |  |  |  |  |  |  |  |  |  |  |  |  |  |  |  |  |
|                                                                                |                                                                                |                                                                                |                                                                                |                                                                                |                                                                                |  |  | Alexandre, Pce de Yougoslavie ∞ Maria da Glória, Pcesse d'Orléans-Bragance | Alexandre, Pce de Yougoslavie ∞ Maria da Glória, Pcesse d'Orléans-Bragance | Alexandre, Pce de Yougoslavie ∞ Maria da Glória, Pcesse d'Orléans-Bragance | Alexandre, Pce de Yougoslavie ∞ Maria da Glória, Pcesse d'Orléans-Bragance | Alexandre, Pce de Yougoslavie ∞ Maria da Glória, Pcesse d'Orléans-Bragance | Alexandre, Pce de Yougoslavie ∞ Maria da Glória, Pcesse d'Orléans-Bragance |                          |                          | Paul, Diadoque de Grèce ∞ Marie-Chantal Miller                   | Paul, Diadoque de Grèce ∞ Marie-Chantal Miller                   | Paul, Diadoque de Grèce ∞ Marie-Chantal Miller                   | Paul, Diadoque de Grèce ∞ Marie-Chantal Miller                   | Paul, Diadoque de Grèce ∞ Marie-Chantal Miller                   | Paul, Diadoque de Grèce ∞ Marie-Chantal Miller                   |                                  |                                  | Felipe VI, Roi d'Espagne ∞ Letizia Ortiz                  | Felipe VI, Roi d'Espagne ∞ Letizia Ortiz                  | Felipe VI, Roi d'Espagne ∞ Letizia Ortiz                  | Felipe VI, Roi d'Espagne ∞ Letizia Ortiz                  | Felipe VI, Roi d'Espagne ∞ Letizia Ortiz                  | Felipe VI, Roi d'Espagne ∞ Letizia Ortiz                  |                                                                     |                                                                     | Margareta, Pcesse de Roumanie ∞ Radu Duda                           | Margareta, Pcesse de Roumanie ∞ Radu Duda                           | Margareta, Pcesse de Roumanie ∞ Radu Duda                           | Margareta, Pcesse de Roumanie ∞ Radu Duda                           | Margareta, Pcesse de Roumanie ∞ Radu Duda           | Margareta, Pcesse de Roumanie ∞ Radu Duda           |                               |                               | Aymon, Duc d'Aoste ∞ Olga, Pcesse de Grèce           | Aymon, Duc d'Aoste ∞ Olga, Pcesse de Grèce           | Aymon, Duc d'Aoste ∞ Olga, Pcesse de Grèce           | Aymon, Duc d'Aoste ∞ Olga, Pcesse de Grèce           | Aymon, Duc d'Aoste ∞ Olga, Pcesse de Grèce           | Aymon, Duc d'Aoste ∞ Olga, Pcesse de Grèce           |                                                   |                                                   |                                                   |                                                   |                                                   |                                                   | Charles III, Roi du Royaume-Uni ∞ Diana, Lady Spencer          | Charles III, Roi du Royaume-Uni ∞ Diana, Lady Spencer          | Charles III, Roi du Royaume-Uni ∞ Diana, Lady Spencer           | Charles III, Roi du Royaume-Uni ∞ Diana, Lady Spencer           | Charles III, Roi du Royaume-Uni ∞ Diana, Lady Spencer           | Charles III, Roi du Royaume-Uni ∞ Diana, Lady Spencer           |                                                                 |                                                                 |                                                            |                                                            |                                                                   |                                                                   | Frédéric X, Roi de Danemark ∞ Mary Donaldson                      | Frédéric X, Roi de Danemark ∞ Mary Donaldson                      | Frédéric X, Roi de Danemark ∞ Mary Donaldson                      | Frédéric X, Roi de Danemark ∞ Mary Donaldson                      | Frédéric X, Roi de Danemark ∞ Mary Donaldson              | Frédéric X, Roi de Danemark ∞ Mary Donaldson              |                                                                             |                                                                             |                                                                             |                                                                             |                                                                             |                                                                             |                                                                  |                                                                  |  |  |  |  |  |  |  |  |  |  |  |  |  |  |  |  |  |  |  |  |  |  |  |  |  |  |  |  |  |  |  |  |  |  |  |  |  |  |  |  |  |  |  |  |  |  |  |  |  |  |

### Quartiers du souverain
|  |                                                                      |  |  |  |  |  |  |  |  |  |  |  |  |  |  |  |  |  |  |
|  | 16. Frédéric-Guillaume de Schleswig-Holstein-Sonderbourg-Glücksbourg |  |  |  |  |  |  |  |  |  |  |  |  |  |  |  |  |  |  |
|  |                                                                      |  |  |  |  |  |  |  |  |  |  |  |  |  |  |  |  |  |  |
|  |                                                                      |  |  |  |  |  |  |  |  |  |  |  |  |  |  |  |  |  |  |
|  | 8. Christian IX de Danemark                                          |  |  |  |  |  |  |  |  |  |  |  |  |  |  |  |  |  |  |
|  |                                                                      |  |  |  |  |  |  |  |  |  |  |  |  |  |  |  |  |  |  |
|  |                                                                      |  |  |  |  |  |  |  |  |  |  |  |  |  |  |  |  |  |  |
|  | 17. Louise-Caroline de Hesse-Cassel                                  |  |  |  |  |  |  |  |  |  |  |  |  |  |  |  |  |  |  |
|  |                                                                      |  |  |  |  |  |  |  |  |  |  |  |  |  |  |  |  |  |  |
|  |                                                                      |  |  |  |  |  |  |  |  |  |  |  |  |  |  |  |  |  |  |
|  | 4. Georges Ier de Grèce                                              |  |  |  |  |  |  |  |  |  |  |  |  |  |  |  |  |  |  |
|  |                                                                      |  |  |  |  |  |  |  |  |  |  |  |  |  |  |  |  |  |  |
|  |                                                                      |  |  |  |  |  |  |  |  |  |  |  |  |  |  |  |  |  |  |
|  | 18. Guillaume de Hesse-Cassel-Rumpenheim                             |  |  |  |  |  |  |  |  |  |  |  |  |  |  |  |  |  |  |
|  |                                                                      |  |  |  |  |  |  |  |  |  |  |  |  |  |  |  |  |  |  |
|  |                                                                      |  |  |  |  |  |  |  |  |  |  |  |  |  |  |  |  |  |  |
|  | 9. Louise de Hesse-Cassel                                            |  |  |  |  |  |  |  |  |  |  |  |  |  |  |  |  |  |  |
|  |                                                                      |  |  |  |  |  |  |  |  |  |  |  |  |  |  |  |  |  |  |
|  |                                                                      |  |  |  |  |  |  |  |  |  |  |  |  |  |  |  |  |  |  |
|  | 19. Louise-Charlotte de Danemark                                     |  |  |  |  |  |  |  |  |  |  |  |  |  |  |  |  |  |  |
|  |                                                                      |  |  |  |  |  |  |  |  |  |  |  |  |  |  |  |  |  |  |
|  |                                                                      |  |  |  |  |  |  |  |  |  |  |  |  |  |  |  |  |  |  |
|  | 2. Constantin Ier de Grèce                                           |  |  |  |  |  |  |  |  |  |  |  |  |  |  |  |  |  |  |
|  |                                                                      |  |  |  |  |  |  |  |  |  |  |  |  |  |  |  |  |  |  |
|  |                                                                      |  |  |  |  |  |  |  |  |  |  |  |  |  |  |  |  |  |  |
|  | 20. Nicolas Ier de Russie                                            |  |  |  |  |  |  |  |  |  |  |  |  |  |  |  |  |  |  |
|  |                                                                      |  |  |  |  |  |  |  |  |  |  |  |  |  |  |  |  |  |  |
|  |                                                                      |  |  |  |  |  |  |  |  |  |  |  |  |  |  |  |  |  |  |
|  | 10. Constantin Nikolaïevitch de Russie                               |  |  |  |  |  |  |  |  |  |  |  |  |  |  |  |  |  |  |
|  |                                                                      |  |  |  |  |  |  |  |  |  |  |  |  |  |  |  |  |  |  |
|  |                                                                      |  |  |  |  |  |  |  |  |  |  |  |  |  |  |  |  |  |  |
|  | 21. Charlotte de Prusse                                              |  |  |  |  |  |  |  |  |  |  |  |  |  |  |  |  |  |  |
|  |                                                                      |  |  |  |  |  |  |  |  |  |  |  |  |  |  |  |  |  |  |
|  |                                                                      |  |  |  |  |  |  |  |  |  |  |  |  |  |  |  |  |  |  |
|  | 5. Olga Constantinovna de Russie                                     |  |  |  |  |  |  |  |  |  |  |  |  |  |  |  |  |  |  |
|  |                                                                      |  |  |  |  |  |  |  |  |  |  |  |  |  |  |  |  |  |  |
|  |                                                                      |  |  |  |  |  |  |  |  |  |  |  |  |  |  |  |  |  |  |
|  | 22. Joseph de Saxe-Altenbourg                                        |  |  |  |  |  |  |  |  |  |  |  |  |  |  |  |  |  |  |
|  |                                                                      |  |  |  |  |  |  |  |  |  |  |  |  |  |  |  |  |  |  |
|  |                                                                      |  |  |  |  |  |  |  |  |  |  |  |  |  |  |  |  |  |  |
|  | 11. Alexandra de Saxe-Altenbourg                                     |  |  |  |  |  |  |  |  |  |  |  |  |  |  |  |  |  |  |
|  |                                                                      |  |  |  |  |  |  |  |  |  |  |  |  |  |  |  |  |  |  |
|  |                                                                      |  |  |  |  |  |  |  |  |  |  |  |  |  |  |  |  |  |  |
|  | 23. Amélie de Wurtemberg                                             |  |  |  |  |  |  |  |  |  |  |  |  |  |  |  |  |  |  |
|  |                                                                      |  |  |  |  |  |  |  |  |  |  |  |  |  |  |  |  |  |  |
|  |                                                                      |  |  |  |  |  |  |  |  |  |  |  |  |  |  |  |  |  |  |
|  | 1. Alexandre Ier de Grèce                                            |  |  |  |  |  |  |  |  |  |  |  |  |  |  |  |  |  |  |
|  |                                                                      |  |  |  |  |  |  |  |  |  |  |  |  |  |  |  |  |  |  |
|  |                                                                      |  |  |  |  |  |  |  |  |  |  |  |  |  |  |  |  |  |  |
|  | 24. Frédéric-Guillaume III de Prusse                                 |  |  |  |  |  |  |  |  |  |  |  |  |  |  |  |  |  |  |
|  |                                                                      |  |  |  |  |  |  |  |  |  |  |  |  |  |  |  |  |  |  |
|  |                                                                      |  |  |  |  |  |  |  |  |  |  |  |  |  |  |  |  |  |  |
|  | 12. Guillaume Ier d'Allemagne                                        |  |  |  |  |  |  |  |  |  |  |  |  |  |  |  |  |  |  |
|  |                                                                      |  |  |  |  |  |  |  |  |  |  |  |  |  |  |  |  |  |  |
|  |                                                                      |  |  |  |  |  |  |  |  |  |  |  |  |  |  |  |  |  |  |
|  | 25. Louise de Mecklembourg-Strelitz                                  |  |  |  |  |  |  |  |  |  |  |  |  |  |  |  |  |  |  |
|  |                                                                      |  |  |  |  |  |  |  |  |  |  |  |  |  |  |  |  |  |  |
|  |                                                                      |  |  |  |  |  |  |  |  |  |  |  |  |  |  |  |  |  |  |
|  | 6. Frédéric III d'Allemagne                                          |  |  |  |  |  |  |  |  |  |  |  |  |  |  |  |  |  |  |
|  |                                                                      |  |  |  |  |  |  |  |  |  |  |  |  |  |  |  |  |  |  |
|  |                                                                      |  |  |  |  |  |  |  |  |  |  |  |  |  |  |  |  |  |  |
|  | 26. Charles-Frédéric de Saxe-Weimar-Eisenach                         |  |  |  |  |  |  |  |  |  |  |  |  |  |  |  |  |  |  |
|  |                                                                      |  |  |  |  |  |  |  |  |  |  |  |  |  |  |  |  |  |  |
|  |                                                                      |  |  |  |  |  |  |  |  |  |  |  |  |  |  |  |  |  |  |
|  | 13. Augusta de Saxe-Weimar-Eisenach                                  |  |  |  |  |  |  |  |  |  |  |  |  |  |  |  |  |  |  |
|  |                                                                      |  |  |  |  |  |  |  |  |  |  |  |  |  |  |  |  |  |  |
|  |                                                                      |  |  |  |  |  |  |  |  |  |  |  |  |  |  |  |  |  |  |
|  | 27. Maria Pavlovna de Russie                                         |  |  |  |  |  |  |  |  |  |  |  |  |  |  |  |  |  |  |
|  |                                                                      |  |  |  |  |  |  |  |  |  |  |  |  |  |  |  |  |  |  |
|  |                                                                      |  |  |  |  |  |  |  |  |  |  |  |  |  |  |  |  |  |  |
|  | 3. Sophie de Prusse                                                  |  |  |  |  |  |  |  |  |  |  |  |  |  |  |  |  |  |  |
|  |                                                                      |  |  |  |  |  |  |  |  |  |  |  |  |  |  |  |  |  |  |
|  |                                                                      |  |  |  |  |  |  |  |  |  |  |  |  |  |  |  |  |  |  |
|  | 28. Ernest Ier de Saxe-Cobourg et Gotha                              |  |  |  |  |  |  |  |  |  |  |  |  |  |  |  |  |  |  |
|  |                                                                      |  |  |  |  |  |  |  |  |  |  |  |  |  |  |  |  |  |  |
|  |                                                                      |  |  |  |  |  |  |  |  |  |  |  |  |  |  |  |  |  |  |
|  | 14. Albert de Saxe-Cobourg-Gotha                                     |  |  |  |  |  |  |  |  |  |  |  |  |  |  |  |  |  |  |
|  |                                                                      |  |  |  |  |  |  |  |  |  |  |  |  |  |  |  |  |  |  |
|  |                                                                      |  |  |  |  |  |  |  |  |  |  |  |  |  |  |  |  |  |  |
|  | 29. Louise de Saxe-Gotha-Altenbourg                                  |  |  |  |  |  |  |  |  |  |  |  |  |  |  |  |  |  |  |
|  |                                                                      |  |  |  |  |  |  |  |  |  |  |  |  |  |  |  |  |  |  |
|  |                                                                      |  |  |  |  |  |  |  |  |  |  |  |  |  |  |  |  |  |  |
|  | 7. Victoria du Royaume-Uni                                           |  |  |  |  |  |  |  |  |  |  |  |  |  |  |  |  |  |  |
|  |                                                                      |  |  |  |  |  |  |  |  |  |  |  |  |  |  |  |  |  |  |
|  |                                                                      |  |  |  |  |  |  |  |  |  |  |  |  |  |  |  |  |  |  |
|  | 30. Édouard-Auguste de Kent                                          |  |  |  |  |  |  |  |  |  |  |  |  |  |  |  |  |  |  |
|  |                                                                      |  |  |  |  |  |  |  |  |  |  |  |  |  |  |  |  |  |  |
|  |                                                                      |  |  |  |  |  |  |  |  |  |  |  |  |  |  |  |  |  |  |
|  | 15. Victoria du Royaume-Uni                                          |  |  |  |  |  |  |  |  |  |  |  |  |  |  |  |  |  |  |
|  |                                                                      |  |  |  |  |  |  |  |  |  |  |  |  |  |  |  |  |  |  |
|  |                                                                      |  |  |  |  |  |  |  |  |  |  |  |  |  |  |  |  |  |  |
|  | 31. Victoire de Saxe-Cobourg-Saalfeld                                |  |  |  |  |  |  |  |  |  |  |  |  |  |  |  |  |  |  |
|  |                                                                      |  |  |  |  |  |  |  |  |  |  |  |  |  |  |  |  |  |  |
|  |                                                                      |  |  |  |  |  |  |  |  |  |  |  |  |  |  |  |  |  |  |

## Titulature et honneurs

### Titulature
- 1er août 1893 – 10 juin 1917 : Son Altesse Royale le prince Alexandre de Grèce et de Danemark ;
- 10 juin 1917 – 25 octobre 1920 : Sa Majesté le roi des Hellènes.

### Principales décorations étrangères
- Grand-croix de l'ordre de la Légion d'honneur (France, 1918)[83] ;
- Chevalier de l'ordre suprême de la Très Sainte Annonciade (Italie, 1918)[84] ;
- Chevalier grand-croix honoraire de l'ordre du Bain (Royaume-Uni, 1918)[47].

### SurAlexandreIer
- I.D. Dimitriadis et M. Karamanou, « L’histoire inouïe de la maladie fatale du roi Alexandre Ier de Grèce (1893-1920) : approche diagnostique moderne », Bulletin de l'Académie nationale de médecine, vol. 205, no 6,‎ juin 2021, p. 635-646 (lire en ligne).
- (en) Coryne Hall, « The Puppet King, Alexander I of Hellenes », Eurohistory. The European Royal History Journal, vol. CXXIX,‎ hiver 2020.
- (el) Αλέξανδρος Ζαούσης, Αλέξανδρος και Ασπασία, Athènes, Εκδόσεις Ωκεανίδα,‎ 2000, 253 p. (ISBN 978-960-41-0170-2).

### Sur la famille royale en général
- Célia Bertin, Marie Bonaparte, Paris, Perrin, 1982, 433 p. (ISBN 978-2-262-01602-9).
- (en) Julia Gelardi, Born to Rule : Granddaughters of Victoria, Queens of Europe, Headline Review, 2006, 457 p. (ISBN 978-0-7553-1392-1).
- (en) Michael of Greece, Arturo B. Eéche et Helen Hemis-Markesinis, The Royal Hellenic dynasty : From the Collection of Mrs. Helen Helmis-Markesinis, Eurohistory, 2007, 201 p. (ISBN 978-0-9771961-5-9).
- (es) Ricardo Mateos Sáinz de Medrano, La Familia de la Reina Sofía, La Dinastía griega, la Casa de Hannover y los reales primos de Europa, Madrid, La Esfera de los Libros, 2004, 573 p. (ISBN 978-84-9734-195-0).
- (en) Alan Palmer et Michael of Greece, The Royal House of Greece, Weidenfeld Nicolson Illustrated, 1990 (ISBN 978-0-297-83060-3).
- (en) John Van der Kiste, Kings of the Hellenes : The Greek Kings, 1863-1974, Sutton Publishing, 1994, 200 p. (ISBN 978-0-7509-2147-3).
- Alexandra de Yougoslavie, Pour l'amour de mon roi, Paris, Gallimard, coll. L'air du temps, tr. fr., 1957.

### Histoire de la Grèce
- (en) D. F. Burg, Almanac of World War I, University Press of Kentucky, 1998, 320 p. (ISBN 978-0-8131-2072-0).
- (en) Richard Clogg, A Concise History of Greece, Cambridge University Press, 2002, 291 p. (ISBN 978-0-521-00479-4).
- Édouard Driault et Michel Lhéritier, Histoire diplomatique de la Grèce de 1821 à nos jours : la Grèce et la Grande Guerre - De la Révolution turque au traité de Lausanne (1908-1923), t. V, PUF, 1926, 479 p. (ISBN 978-2-218-03841-9, lire en ligne).
- (en) George B. Leon, Greece and the Great Powers 1914-17, Thessalonique, Institute of Balkan Studies, 1974 (ISBN 978-0-7228-0001-0).
- (en) Michael Llewellyn Smith, Ionian Vision : Greece in Asia Minor 1919–1922, Londres, Hurst & Co, 1998 (ISBN 978-1-85065-413-1).

### Bases de données et dictionnaires
- Ressource relative aux beaux-arts :   - National Portrait Gallery
- Notices dans des dictionnaires ou encyclopédies généralistes :   - Biographisches Lexikon zur Geschichte Südosteuropas
  - Britannica
  - Brockhaus
  - Den Store Danske Encyklopædi
  - Deutsche Biographie
  - Dizionario di Storia
  - Gran Enciclopèdia Catalana
  - Internetowa encyklopedia PWN
  - Nationalencyklopedin
  - Store norske leksikon
- Notices d'autorité :   - VIAF
  - ISNI
  - LCCN
  - GND
  - Pays-Bas
  - Grèce
  - WorldCat

### Autres liens externes
- (en) « Funeral of The King of Greece - 1920 », sur British Pathe (consulté le 24 juin 2013).
- (en) « King Alexander's Coronation Address to Greek Parliament, 4 August 1917 », sur First World War (consulté le 24 juin 2013).
- (en) Marlene Eilers Koenig, « King Alexander is dead; Succession acute », sur Royal Musings, 25 octobre 2010 (consulté le 4 mars 2022).
- (en) Stavros Stavridis, « Historical Observations: King Alexander of Greece », The National Herald,‎ 16 janvier 2022 (lire en ligne).